# Albert Edelfelt
Albert Gustaf Aristides Edelfelt, född 21 juli 1854 på Kiala gård utanför Borgå i Finland, död 18 augusti 1905 på sin sommarvilla i Haiko i Borgå, var en finlandssvensk målare, grafiker och illustratör. Han tillbringade vintrarna i Paris där han målade eleganta scener ur stadens liv och fick stort erkännande av sina samtida. Edelfelt introducerade friluftsmåleriet i den finska konsten och sina stora folklivskompositioner målade han i Haiko. Edelfelt var också en centralgestalt inom storfurstendömet Finlands konst- och kulturliv, med många förtroendeuppdrag. Han illustrerade bland annat Runebergs dikter. Han var bror till författaren Berta Edelfelt.

## Biografi

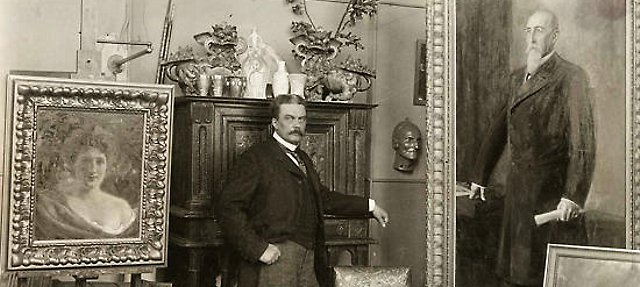
Albert Edelfelt i sin ateljé i Paris, ca 1900.

### Barndom, skolgång och språklig bildning
Albert Edelfelt var son till Carl Albert Edelfelt som var född i Karlshamn och flyttade till Finland för att bo hos sin morbror, gå i skola och utbilda sig till arkitekt. Hans mor var Alexandra Augusta Brandt, köpmansdotter från Borgå, som ingick i kretsen kring J. L. Runeberg. Carl Albert Edelfelt dog och lämnade efter sig stora skulder. Änkan Alexandra Edelfelt lyckades trots det bibehålla familjens position i Helsingfors societet.
Till familjen Edelfelts bildning hörde läsning av tidningar och skönlitteratur på olika språk. Svenska var familjens språk och den egna sociala sfärens språk. Man rörde sig också flytande på norska och danska, vilket medförde en nordisk kosmopolitism. Franska och tyska hörde till de språk som en ståndsperson förväntades behärska och detta jämnade vägen för Edelfelt när han senare kom till Frankrike för att studera. Till skillnad från många ståndspersoner både talade och skrev Edelfelt, åtminstone senare i livet, en behjälplig finska.
Edelfelt gick i Svenska normallyceum där han gjorde sig känd som skämttecknare. Därefter inledde han studier i historia, grekiska och latin vid Kejserliga Alexandersuniversitetet. Tillsammans med skolkamraten Gunnar Berndtson var han aktiv vid Nyländska studentavdelningen.

### Konststudier
Vid sidan av skolarbetet i Svenska normallyceum inledde Edelfelt konststudier vid Finska konstföreningens ritskola. Senare tog han privatlektioner för Adolf von Becker. Studierns understöddes av faderns gamla vänner Zacharias Topelius, Fredrik Cygnæus, C. G Estlander och B. O. Schauman. Som 19-åring skickades Edelfelt hösten 1873 till Antwerpen för att studera historiemåleri. I maj 1874 kom han till Paris, där han blev antagen till École des Beaux-Arts för att studera under ledning av Jean-Léon Gérôme. Där blev han vän med Jules Bastien-Lepage, Pascal Dagnan-Bouveret och Gustave Courtois. Edelfelt studerade vid Sankt Petersburgs konstakademi under åren 1881–1893.

### Historiemåleri
I den kalla vindsvåningen som Edelfelt hyrde tillsammans med Julian Alden Weir skapade han 1877 sin första historiska komposition: Drottning Blanka som illustrerar Zacharias Topelius berättelse om drottning Blanka av Namur och prins Håkan Magnusson. Hans följande verk med historiskt motiv var Hertig Karl skymfande Klas Flemings lik (1878). Scenen var ämnad att vara dramatisk, men Bastien-Lepage kallade den för "opera-comique". Edelfelt målade en tredje historisk komposition, Den brända byn (Scen från Klubbekriget 1596) (1879). Skisserna för snölandskapet hade han gjort i Brunnsparken i Helsingfors, han målade verket färdigt i sin ateljé i Paris. Edelfelt var aldrig riktigt nöjd med sina historiska kompositioner.
Små historiska kompositioner med ett uttalat lätt gustaviansk anslag, som Dalins vårvisa (1883) och Flicka med blommor (1884) följde dock med genom hela Edelfelts karriär. 
Edelfelts sista verk blev Invigningen av Åbo Akademi 1640 för Kejserliga Alexandersuniversitetets solennitetssal, ett enormt historiskt verk som målades upp på duk på tre fält som avgränsades av pilastrarna i salen.

### Friluftsmåleri
Albert Edelfelt hade framgångar på Salongen i Paris, och erhöll 1880 medalj för verket Ett barns likfärd (1879). Med den övergick han till friluftsmåleriet, så som hans vän Bastien-Lepage hade uppmuntrat honom till redan länge. Till friluftsmåleriets tematik hörde folklivsskildringen som Edelfelt målade vid sin sommarvilla och sin ateljé i Haiko. Uppföljarna till Ett barns likfärd blev Gudstjänst i nyländska skärgården (1881), På havet (1883), och senare Kvinnor utanför Ruokolaks kyrka (1887). Också Gumma med pärtkorg (1882) där hans gamla barnsköterska Fredrika Snygg satt modell, kan räknas till temat folklivsskildring. Den hade sin klangbotten i det nationsbygge vars betydelse blev större fram emot sekelskiftet. Det finländska landskapet förevigade Edelfelt i sin Utsikt från Kaukola ås i solnedgång från sommaren 1889 och den hör tätt ihop med nationalromantikens framväxt på 1890-talet. 
Sin egen sociala sfär målade Edelfelt i verk som han själv kallade "solskensstycken", som Goda vänner (Berta och Capi) (1882), Under björkarna (1882), Lekande pojkar på stranden (1884), Flickor i båt (1886). Det är verk med kvinnor och barn i soliga sommarlandskap, framför allt från sommarvillan i Haiko.

### Parismotiv
Ett stort tema var modellerna och konstnärskollegerna i ateljén, som i den eleganta och koketterande Ateljéscen (1880). Hit hör också de tre versionerna av Läsande parisiska (1880) samt Parisiska (1885). Modellerna för de här verken var bland andra Antonia Bonjean , Virginie och Thérèse Lainville.
Ett av Edelfelts mest kända Parismotiv är verket I Luxembourgträdgården (1887). Det målade han med många modeller, både vuxna och barn. Att hålla efter de springande barnen var svårt och för sina skisser köpte han en stor docka på ett av varuhusen i Paris.

### Porträtt
Edelfelt skördade även lagrar med sina porträtt. Porträtten utgjorde grunden för hans inkomst. Han målade porträtt av societeten, av kulturpersonligheter och kungligheter i Helsingfors, Stockholm, Köpenhamn, S:t Petersburg och Paris. Bland annat porträtterade Edelfelt den svenska författaren Viktor Rydberg den norska kompositören Edvard Grieg och hans hustru, sångerskan Nina Grieg prinsessan Marie av Danmark, född Marie av Orléans. Porträtten av storfurst Vladimir Alexandrovitj barn, samt kejsar Alexander III:s och Maria Fjodorovnas barn lade grunden för hans goda relation till det ryska kejsarhuset.
Till Edelfelt mest kända verk hör porträttet av vetenskapsmannen Louis Pasteur, som han lärde känna genom dennes son Jean-Baptiste Pasteur, en god vän till Jules Bastien-Lepage. Porträttet av Pasteur är ett så kallat miljöporträtt, där modellen är avbildad i den miljö som var mest karakteristisk för just modellen. Således målade Edelfelt i Pasteurs laboratorium våren 1885, medan Pasteur förklarade sina experiment och sina hypoteser för honom. Porträttet fick en jublande mottagande på Salongen samma vår.
En senare stor framgång var porträttet av operasångerskan Aino Ackté (1901), avbildad i scenbelysning och en dräkt enligt senaste parismode.

### Äktenskapet och "Bolaget Edelfelt"
Edelfelt friade till den ryska arvtagerskan Sophie Manzey i januari 1884, men fick korgen. Hennes familj hänvisade till att förmögenheten skulle stanna inom familjen och hon gifte sig senare med sin kusin.
Edelfelt ingick äktenskap med friherrinnan Ellan de la Chapelle (1857–1921) den 19 januari 1888. Samma år föddes parets enda barn – sonen Erik Edelfelt (1888–1910) – som dog barnlös. Äktenskapet grundade sig på gammal vänskap i och med att paret hade känt varandra sedan sina tidiga tonår då de hade bott grannar: i hörnet av Kaserngatan och Södra Esplanadgatan i Helsingfors. De hade också studerat tillsammans i Adolf von Beckers ateljé. Familjen bosatte sig till en början i Paris, där Ellan de la Chapelles uppgift var att röra sig i societeten: bland diplomater, bankirhustrur, och kulturpersonligheter, för att på ett diskret sätt marknadsföra sin makes konst och få beställningarna att komma in. Edelfelts uppgift var att måla så mycket som möjligt. Den här arbetsuppdelningen använde också parets vänner Anders Zorn och Emma Zorn (född Lamm). Som en följd av den instabila konstmarknaden och familjens ökande utgifter, flyttade familjen från Paris till Helsingfors 1891.

### Edelfelt och kvinnorna
Edelfelt skickade sin mamma hundratals brev när han var borta. I Paris delade han studio med amerikanen Julian Alden Weir, som introducerade honom för John Singer Sargent. Han hade romantiska relationer med många kvinnor, inklusive Antonia Bonjean och Virginie i Paris. Hans mors död 1901 påverkade honom mycket.

### Kosmopolit
Med tiden blev Edelfelt allt mera fransk. De franska konstnärerna och det franska konstfältet var alltid hans referensram. Han trivdes också bra i Köpenhamn, det moderna genombrottets huvudstad, där han umgicks i de danska konstnärs- och författarkretsarna, samt med sin vän, teater- och museidirektören Pietro Krohn.

### Aktör på kulturfältet
År 1895 valdes Edelfelt till ordförande för Konstnärsgillet i Finland.

### Hedersutmärkelser
År 1881 valdes Edelfelt in i den Ryska konstakademien. För porträttet av Louis Pasteur (1885) belönades Edelfelt med riddartecknet av franska Hederslegionen 1886 och blev officer av samma orden vid världsutställningen i Paris 1889, då han även erhöll "Grand Prix" för sin målning Kvinnor utanför Ruokolaks kyrka. Han blev kommendör av Hederslegionen 1901. Under förtryckstiden fick Edelfelts patriotiska verk, bland andra Björneborgarnas marsch (1892) och hans illustrationer av Fänrik Ståls sägner, stor spridning i Finland.  Han förlänades riddartecknet av Kungl. svenska Nordstjärneorden 1894. För sitt porträtt av kejsaren-storfursten Nikolaj II blev han riddare av ryska Sankt Stanislavorden av 2:a klass 1896.

### Död

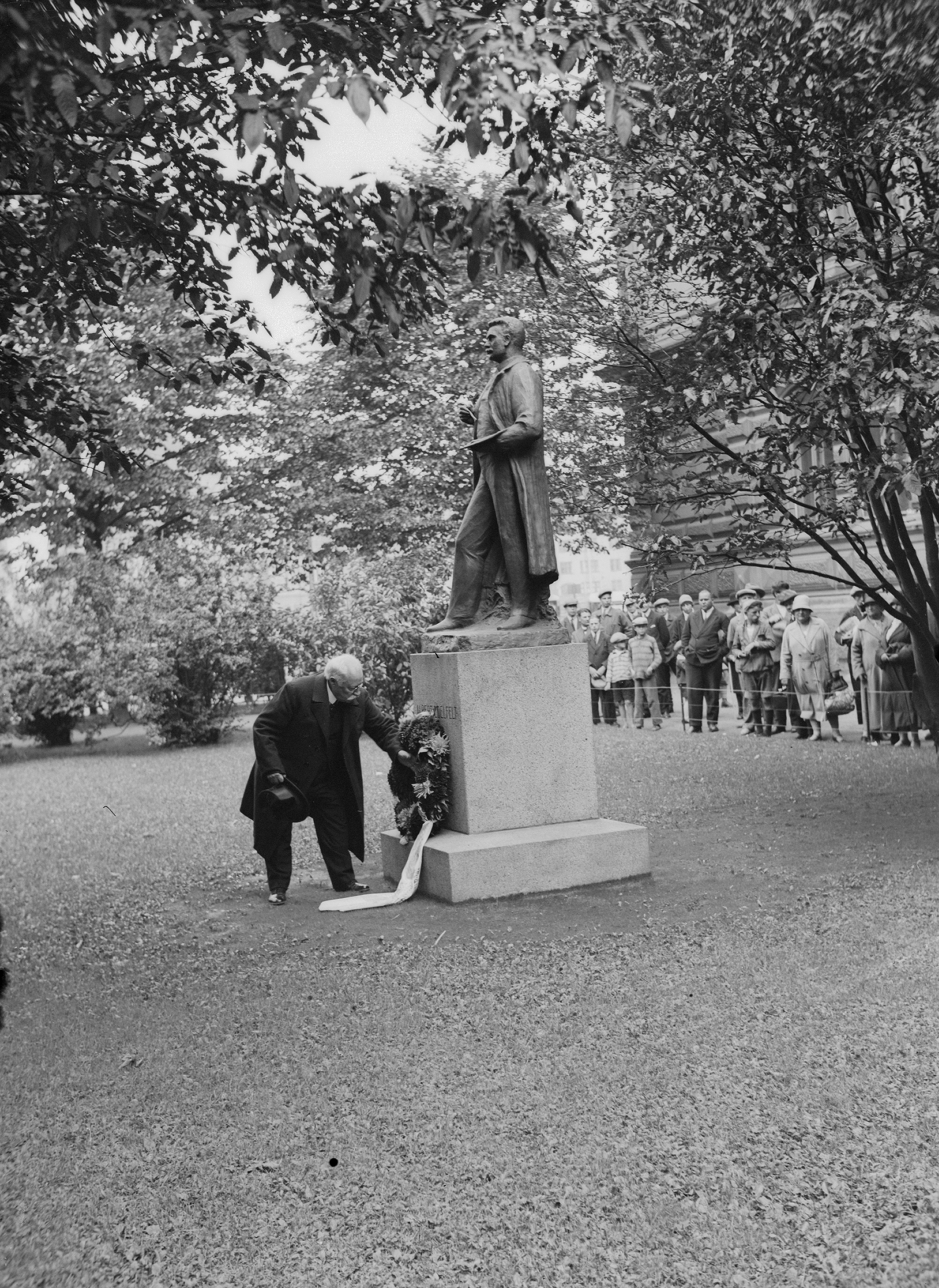
Skulptören Ville Vallgren lägger ner en krans vid sin staty av Edelfelt år 1930

Edelfelt dog abrupt av hjärtsvikt 1905 vid en ålder av femtioett år. Vid hans begravning deltog ett stort antal kända finländare. Hans son Erik dog inte långt därefter 1910. 

## Arv
2013 valdes Pojkar som leker på stranden (1884) av Nordic Moneta till Finlands mest betydelsefulla målning.
I Finland var Edelfelt en av grundarna av den realistiska konströrelsen. Han påverkade flera yngre finländska målare och hjälpte finländska konstnärer som Akseli Gallen-Kallela och Gunnar Berndtson att få sitt genombrott i Paris. Bland hans elever fanns Léon Bakst. Edelfelt var en av de första finländska konstnärerna som uppnådde internationell berömmelse. Albert Edelfelt anses vara en av de mest anmärkningsvärda konstnärerna under den finländska konstens guldålder. Ett museum under hans namn finns i Borgå.  Edelfelt valdes som huvudmotiv på ett finskt minnesmynt där 150-årsdagen av hans födelse firas, Albert Edelfelt 100 euro och minnesmyntet för målningen, präglat 2004. På baksidan visas konstnärens ansikte.

## Edelfelt på museer och arkiv
Edelfelt är representerad vid bland annat Ateneum i Helsingfors, Borgå museum, Serlachius museer i Mänttä, Göteborgs konstmuseum, Åbo Akademi och Statens Museum for Kunst.
Breven från Edelfelt till hans mor Alexandra Edelfelt, samt systrar Annie och Berta Edelfelt förvaras i Svenska litteratursällskapets arkiv och finns utgivna digitalt. Breven publicerades ursprungligen av syster Berta från 1917 till 1930.
Albert Edelfelts ateljé i Haiko är nuförtiden ett museum.

## Utmärkelser
- Sankt Annas orden, tredje klass,  1883
- Riddare av Hederslegionen,  1886[10]
- Officer av Hederslegionen,  1889[10]
- Maximiliansorden för konst och vetenskap,  1892[10]
- Riddare av Nordstjärneorden,  1894[10]
- Sankt Stanislausorden, andra klassen,  1896[10]
- Kommendör av Hederslegionen,  1901[10]

[Redigera Wikidata]

## Verk i urval
- Kvinnlig modellstudie, 1874, Ateneum
- Drottning Blanka, 1877, Ateneum
- Hertig Karl skymfande Klaus Flemings lik, 1878, Åbo slott
- I Luxembourgträdgården, 1887, Ateneum
- Lekande pojkar på stranden, 1887, Ateneum
- Björneborgarnas marsch, 1892, Gösta Serlachius konststiftelse, Mänttä

## Galleri

### Historiska

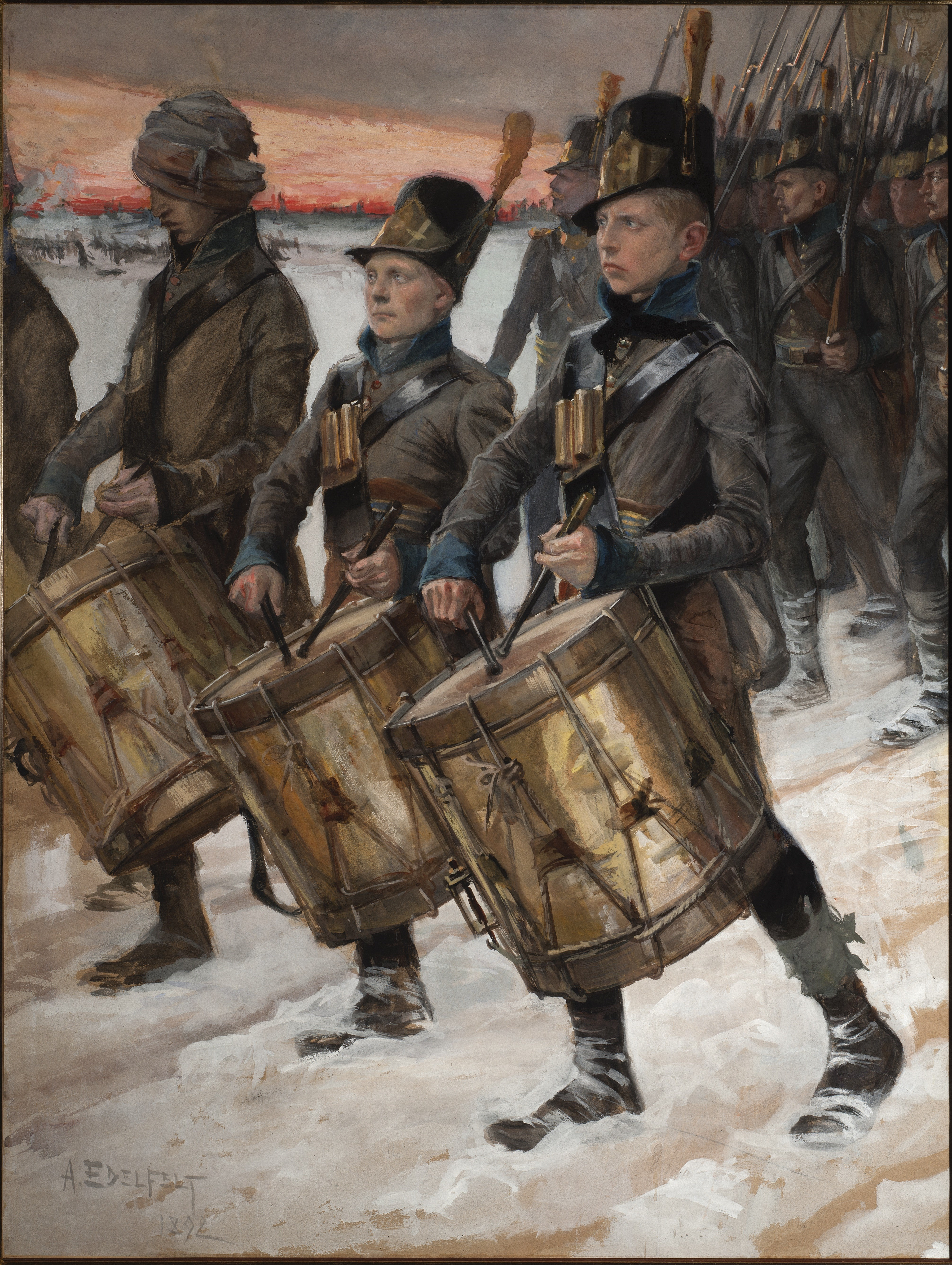
Björneborgarnas marsch, 1892
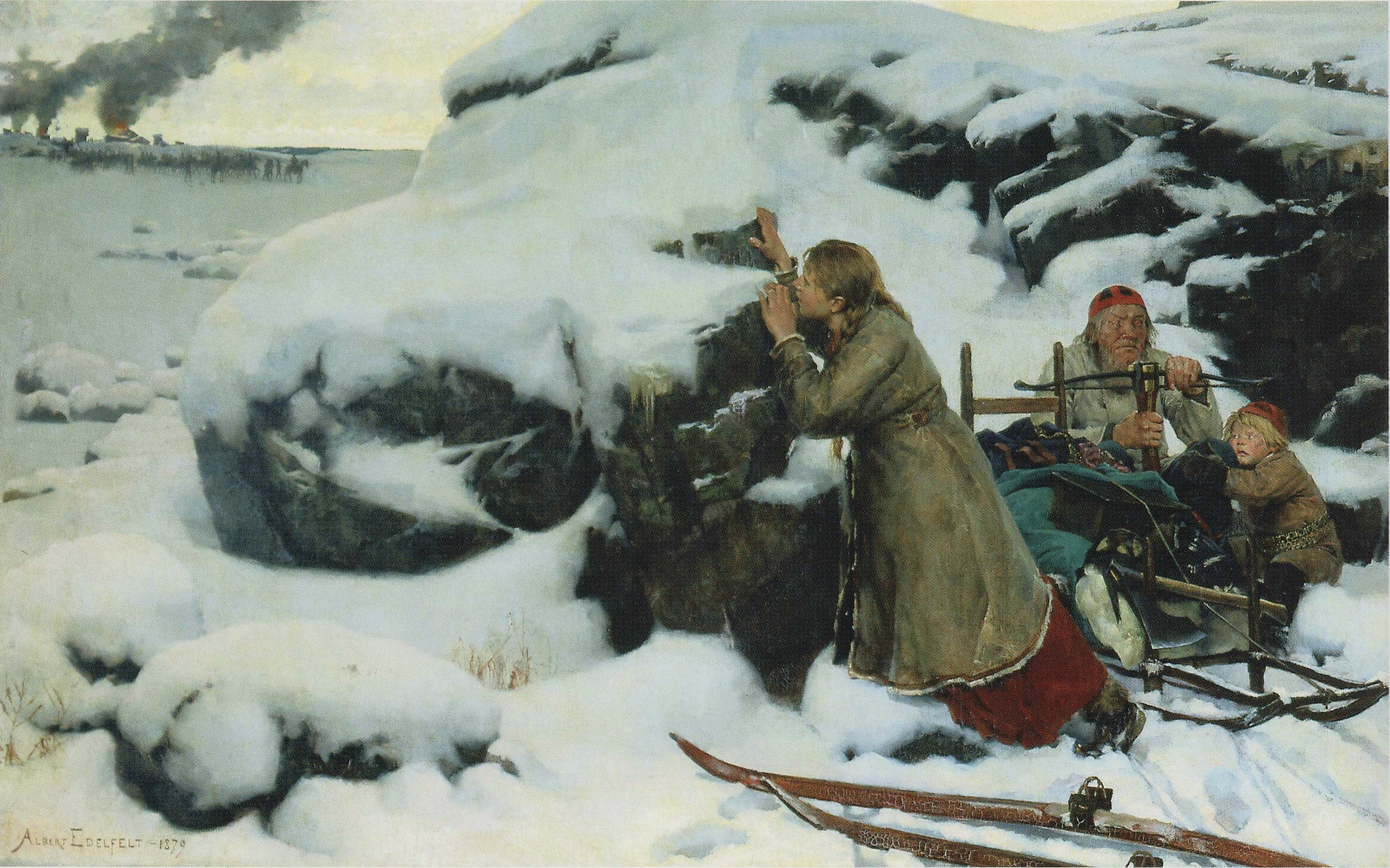
Den brända byn, 1879
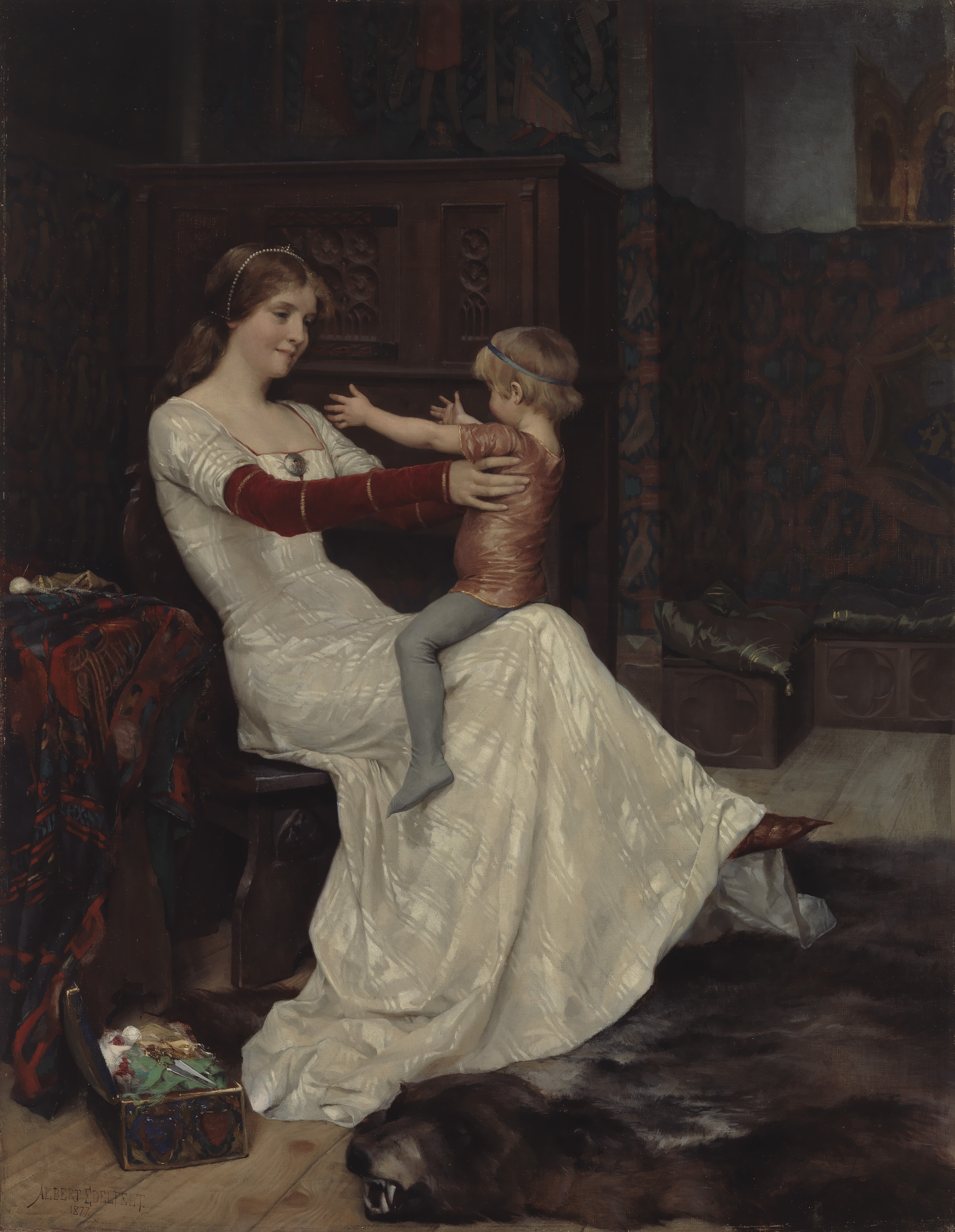
Drottning Blanka, 1877
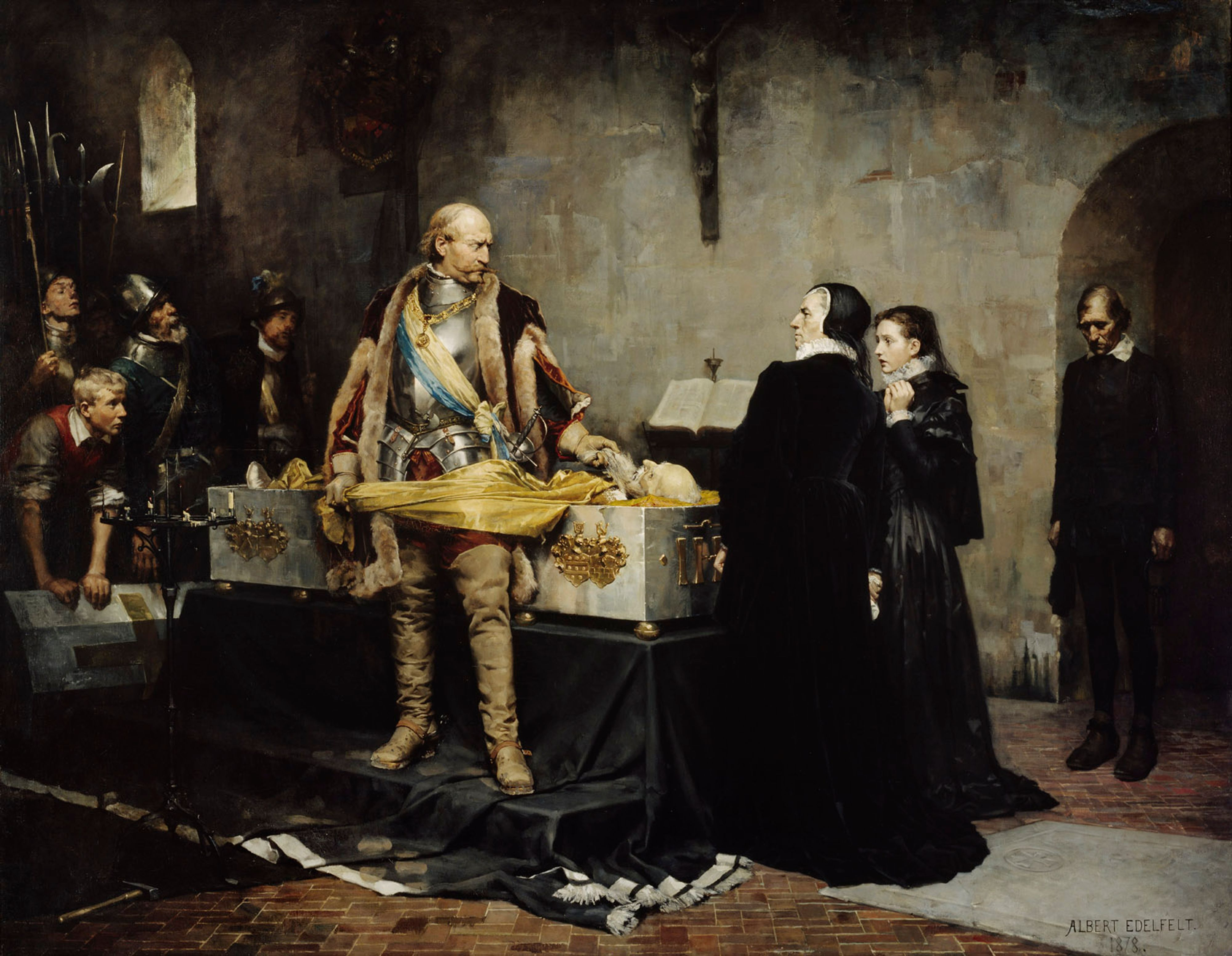
Hertig Karl, skymfande Klas Flemings lik, 1878
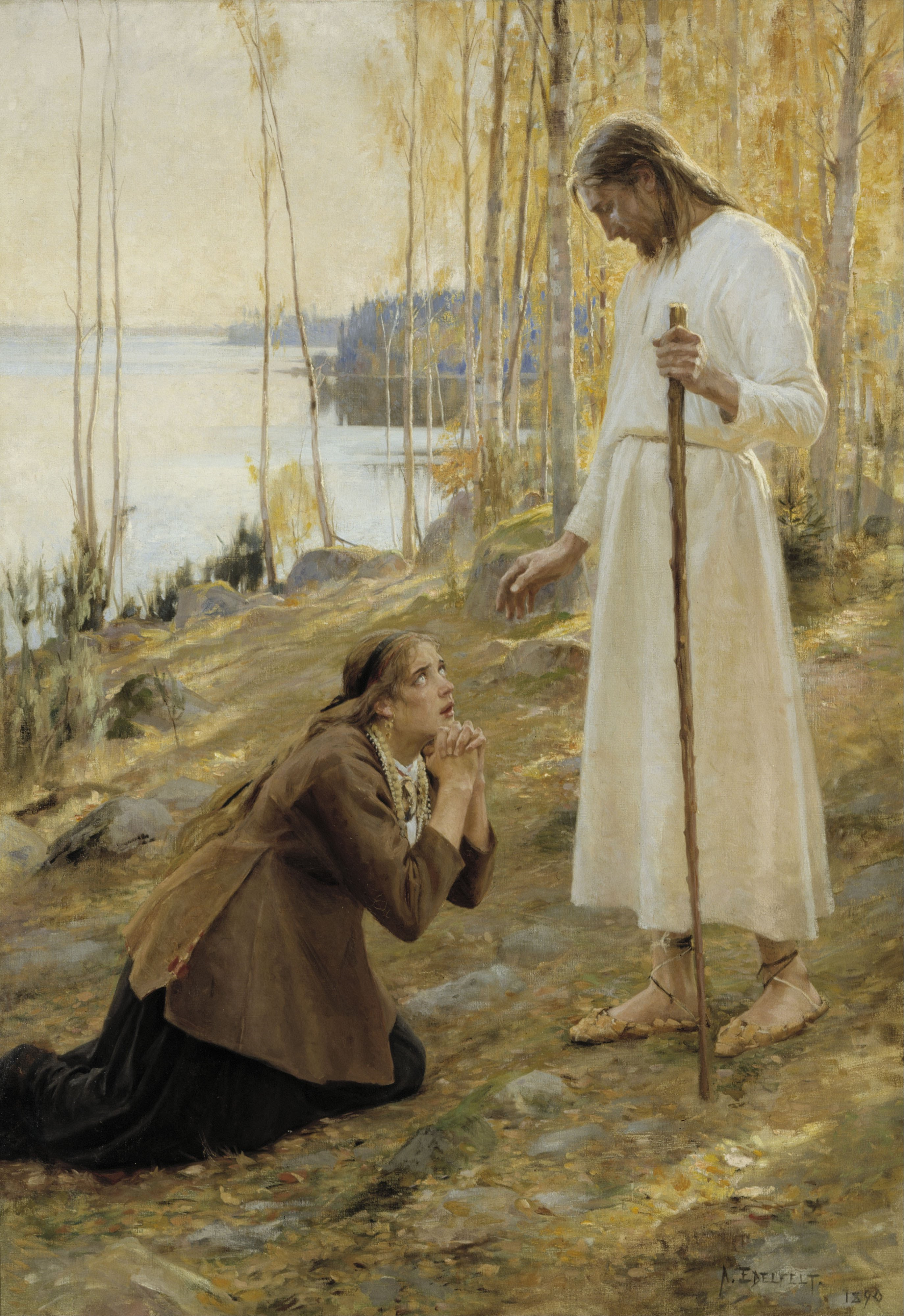
Kristus och Magdalena, 1890
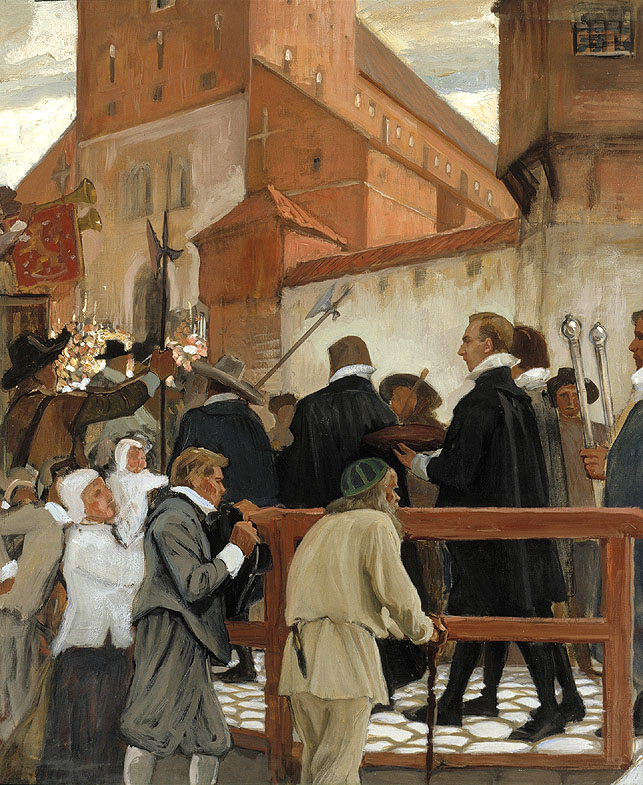
Invigning av Åbo akademi Del 1, 1902
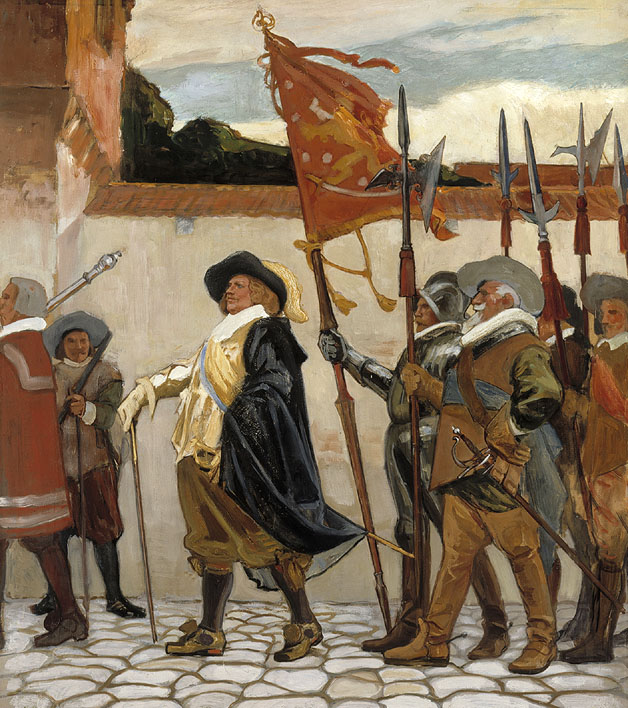
Invigning av Åbo akademi Del 2, 1902
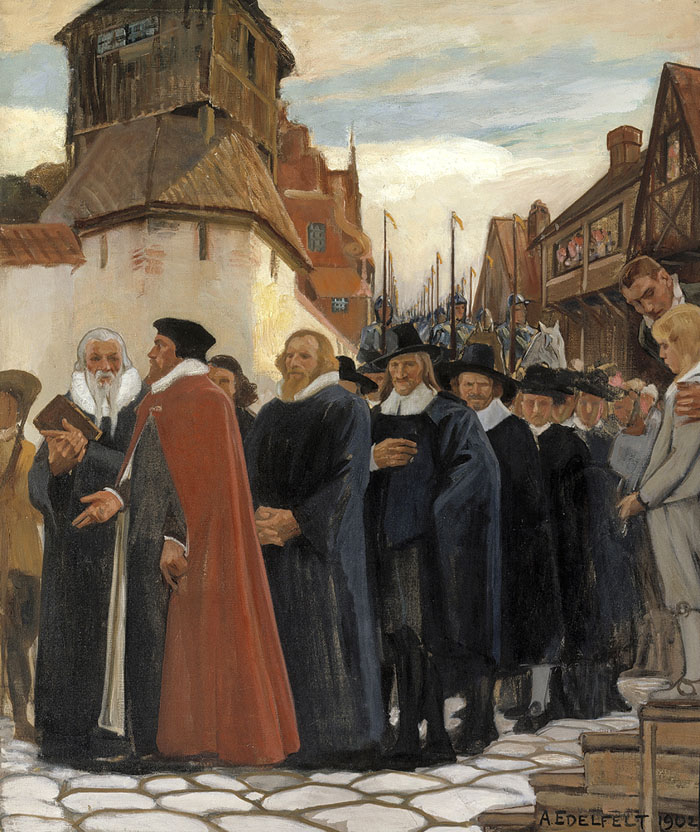
Invigning av Åbo akademi Del 3, 1902

### Landskap

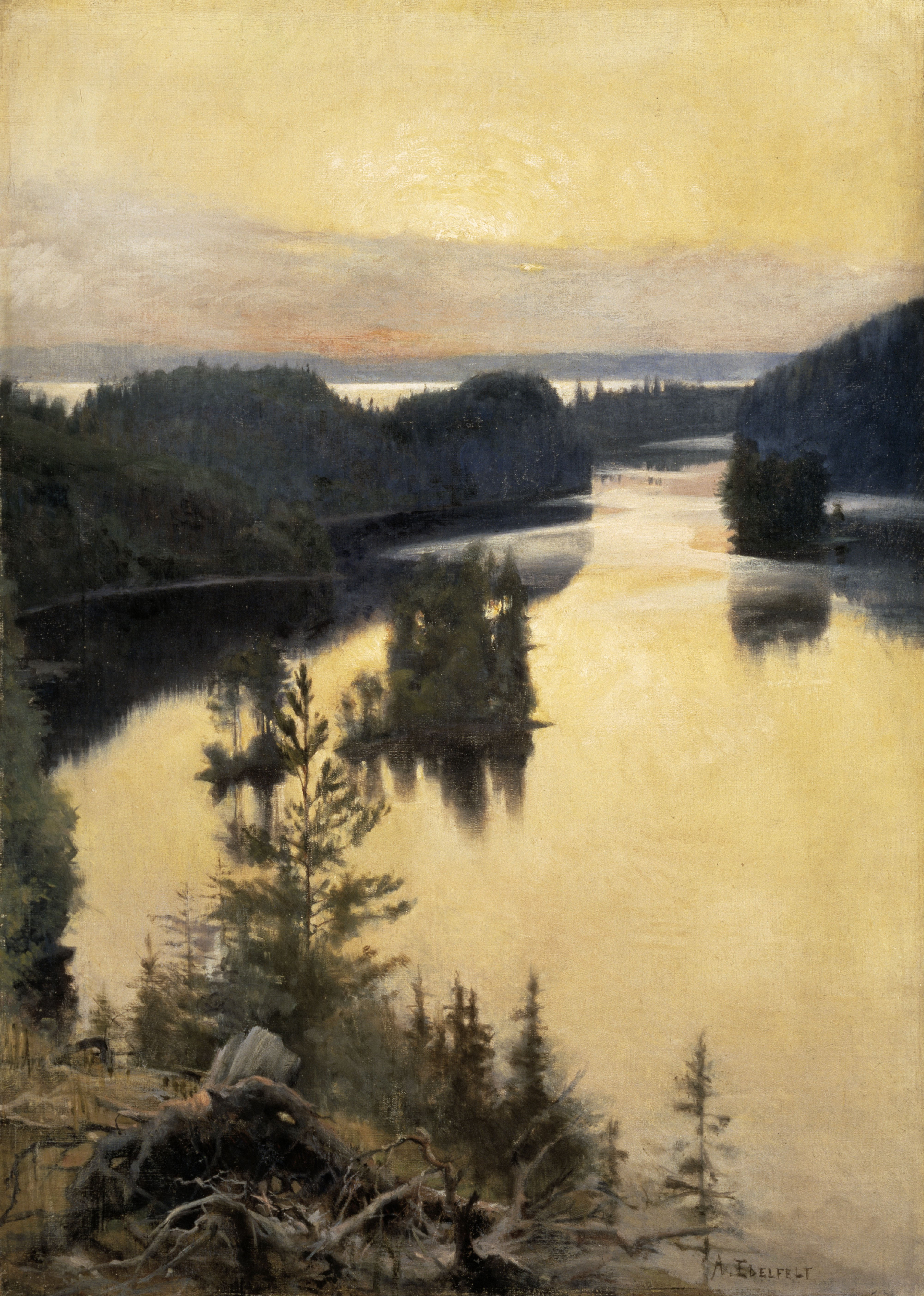
Kaukola ås i solnedgång, 1889–90
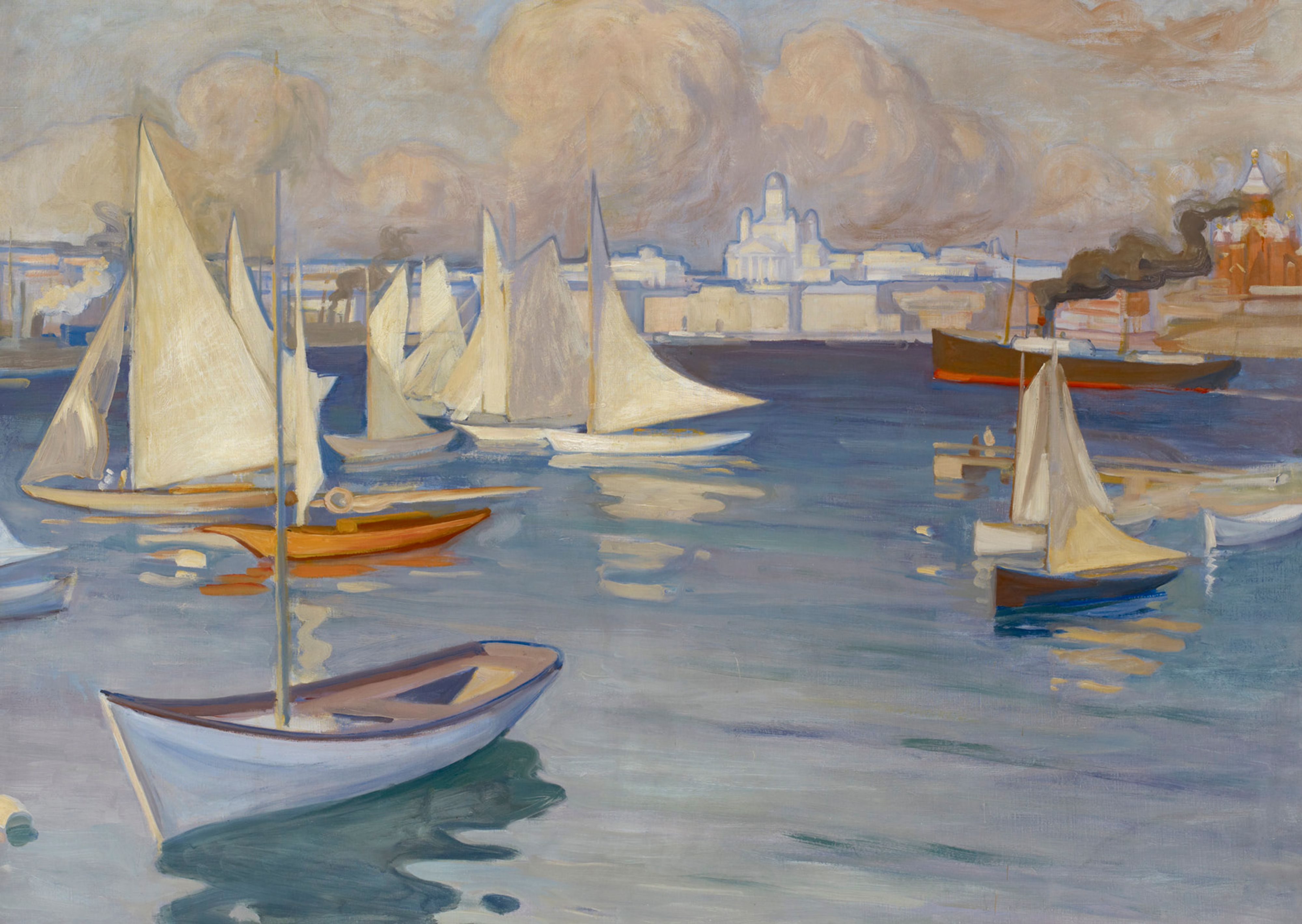
Nyländska Jaktklubbens båthamn i Helsingfors, 1899
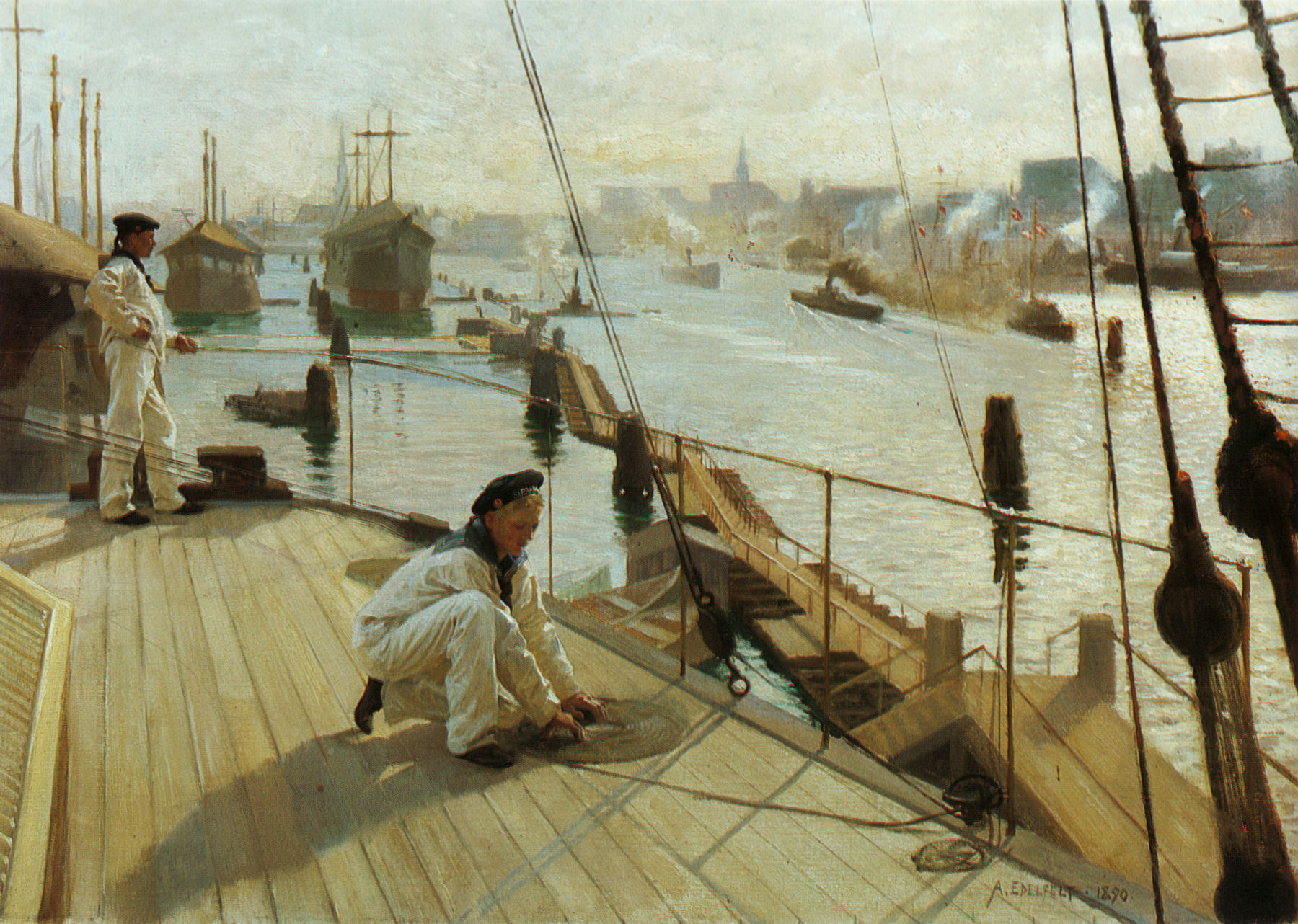
Köpenhamns hamn, 1890

### Folklivsskildringar

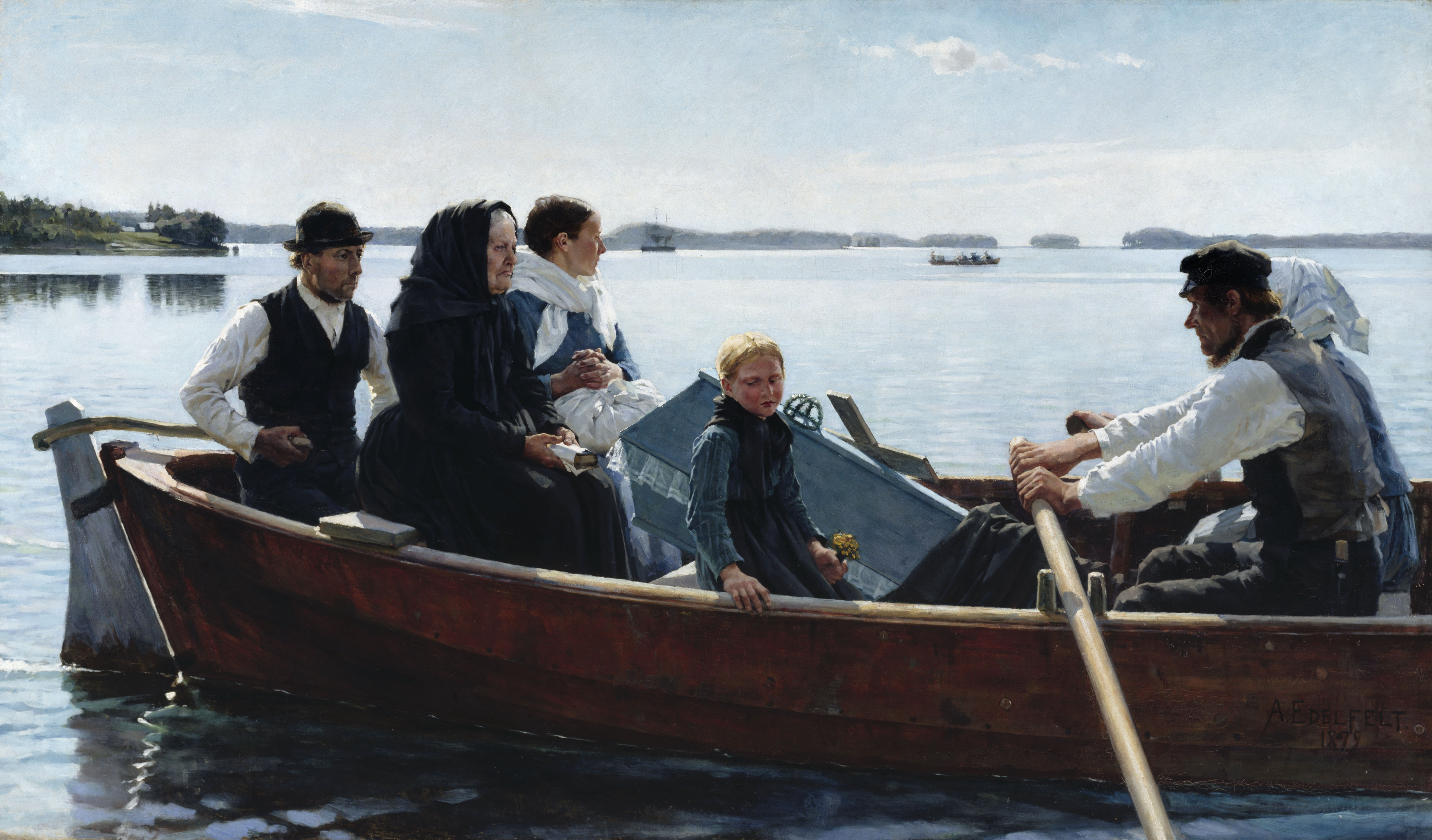
Ett barns likfärd, 1879
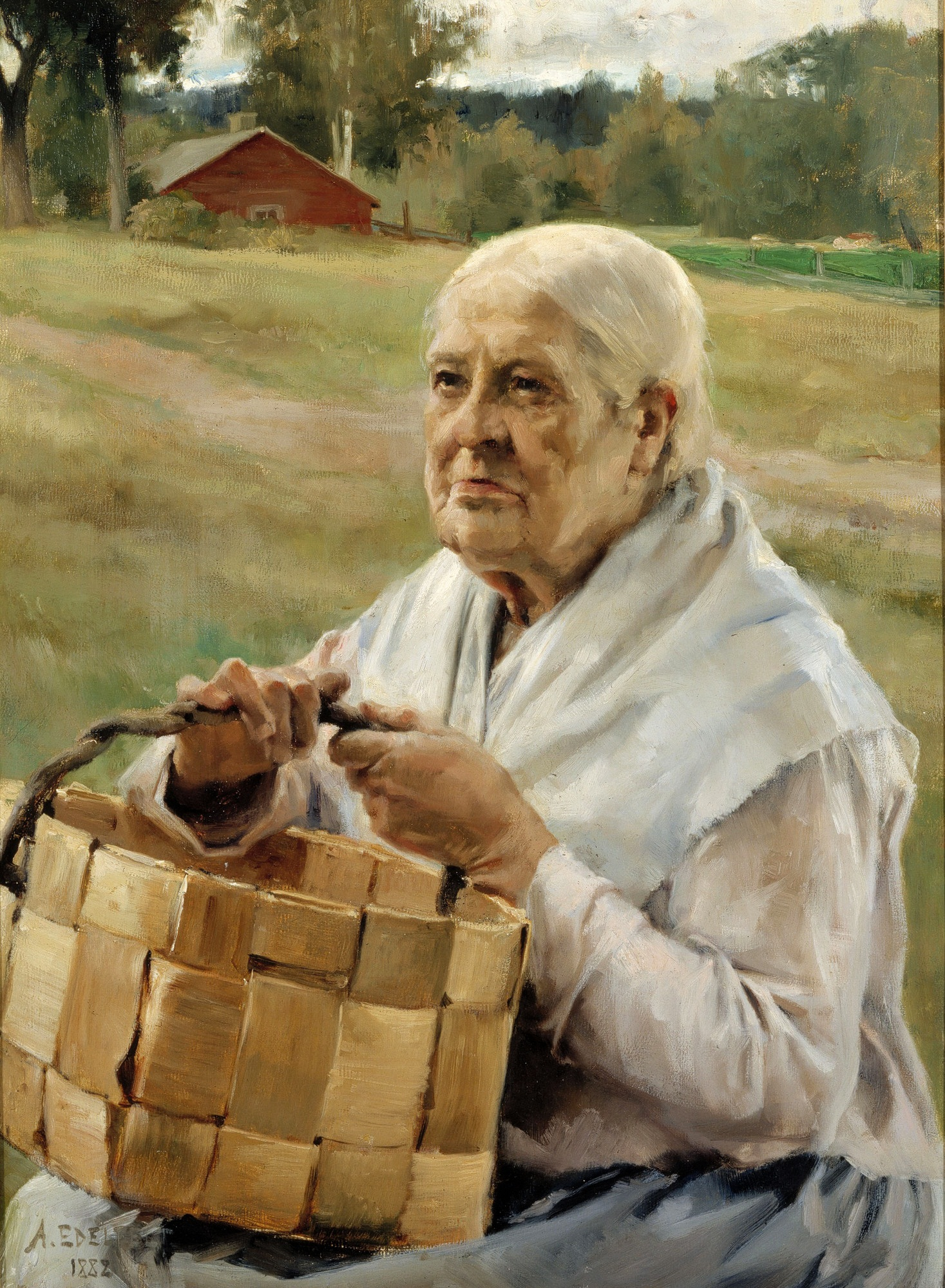
Gumma med pärtkorg, 1883
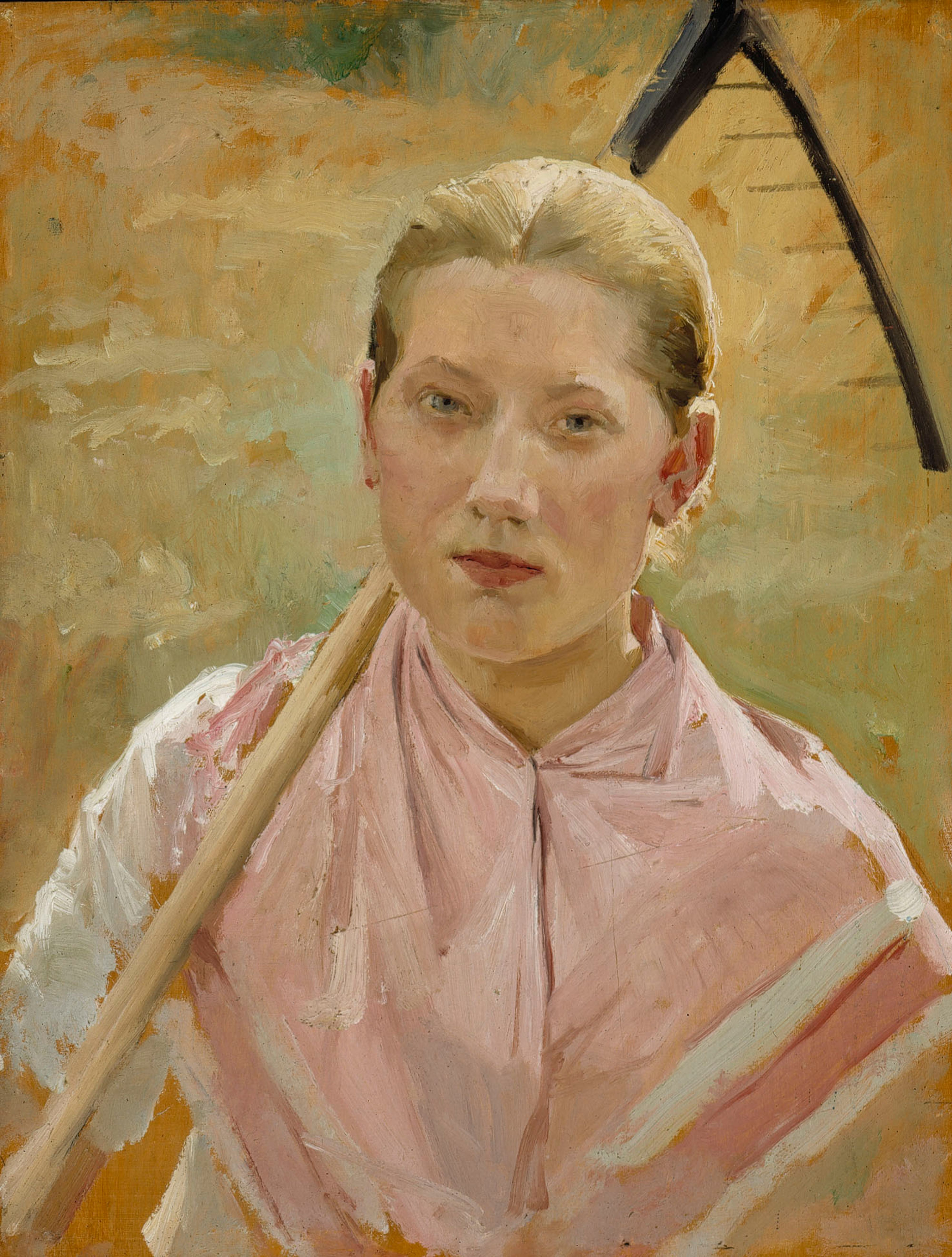
Flicka med räfsa (1886)
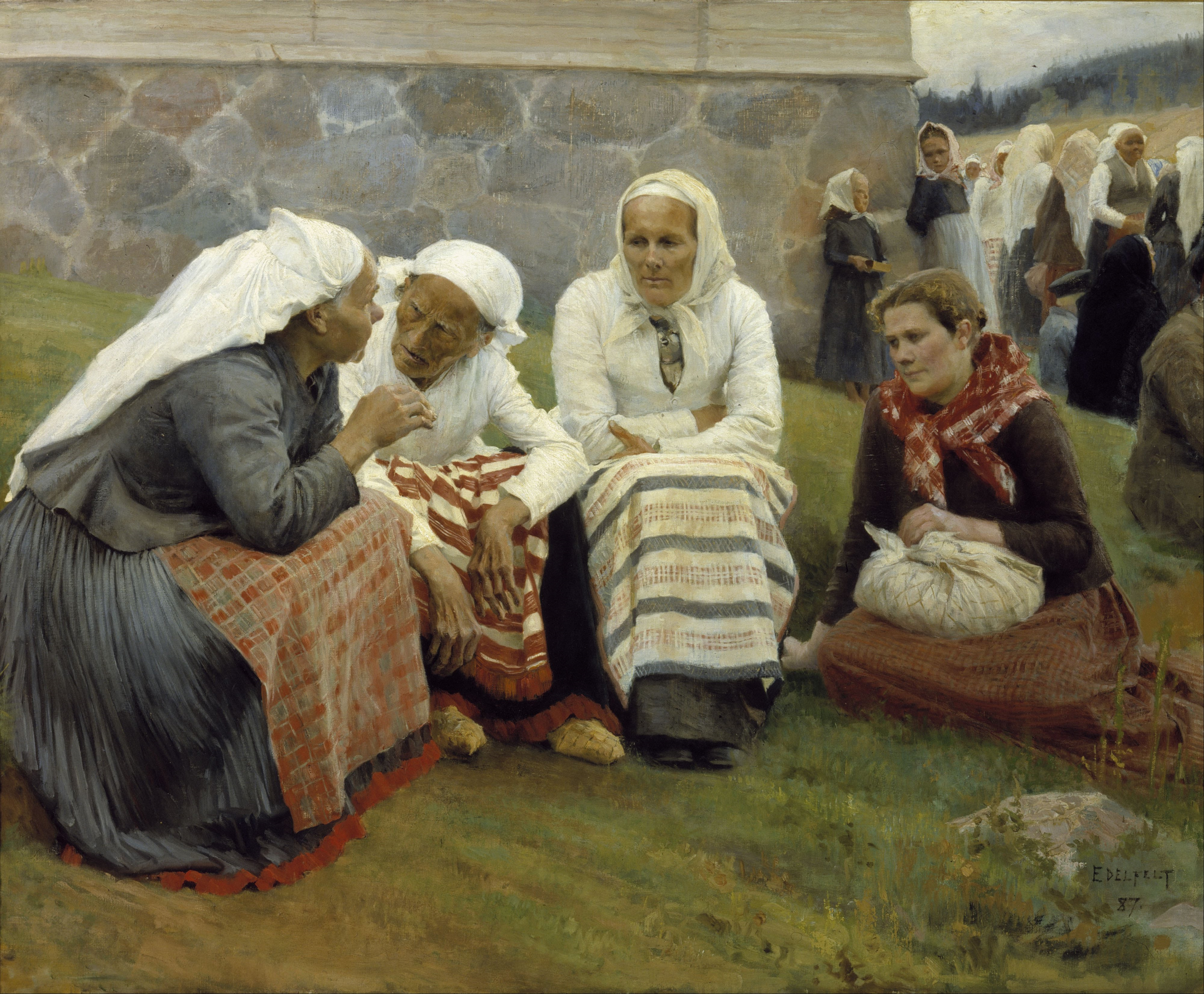
Kvinnor utanför Ruokolaks kyrka, 1887
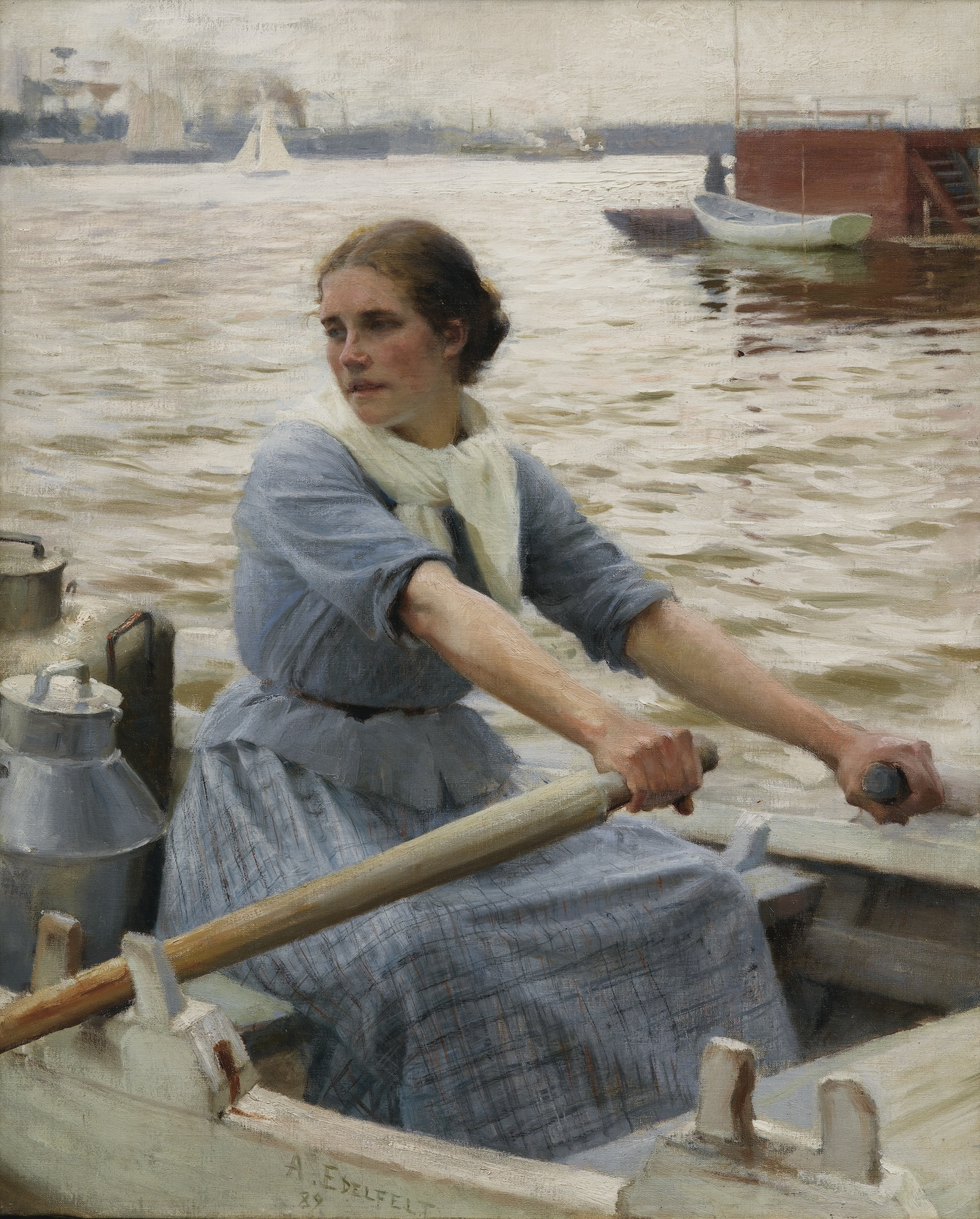
Mjölkflickan, 1889
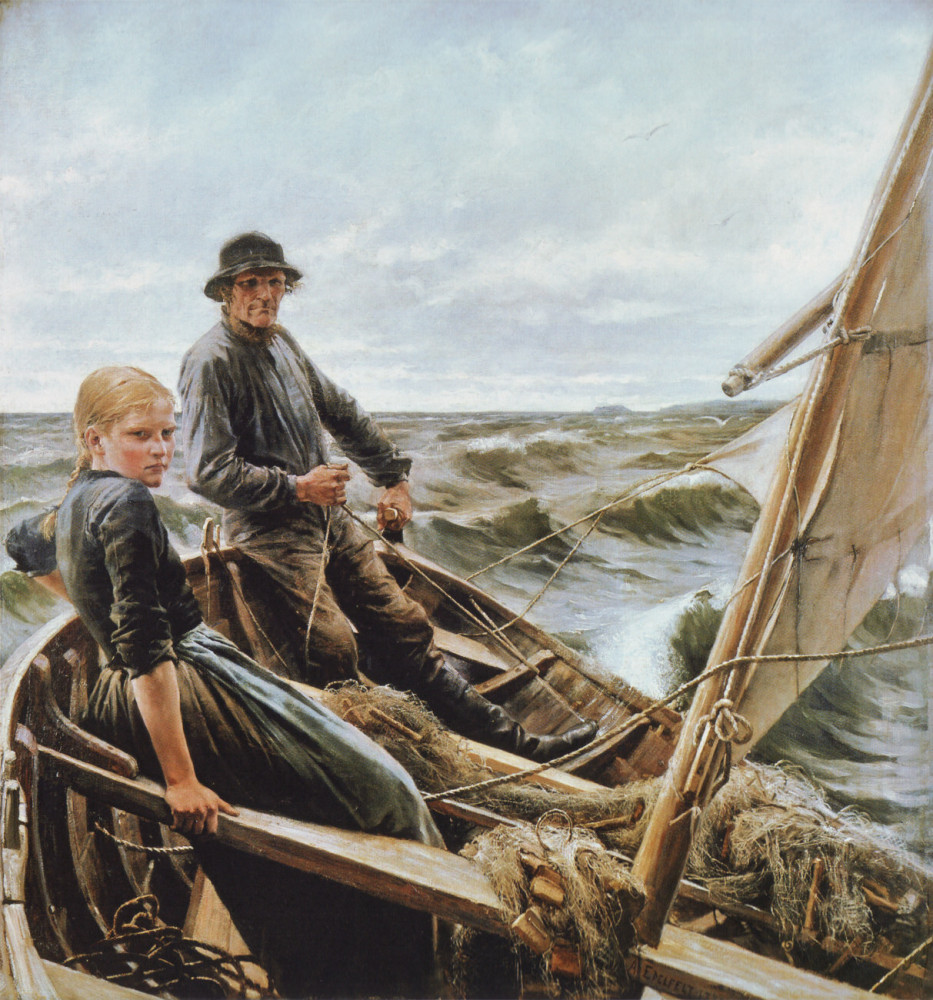
På havet, 1883
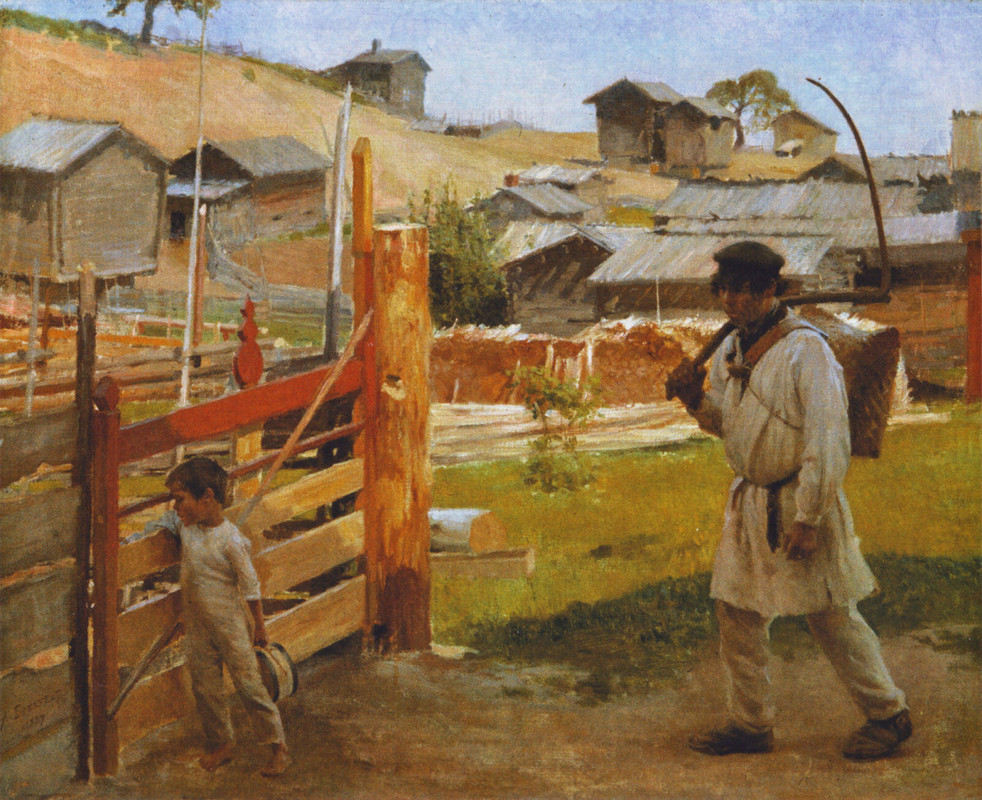
Vid grinden (Portas by), 1889

### "Solskensstycken"

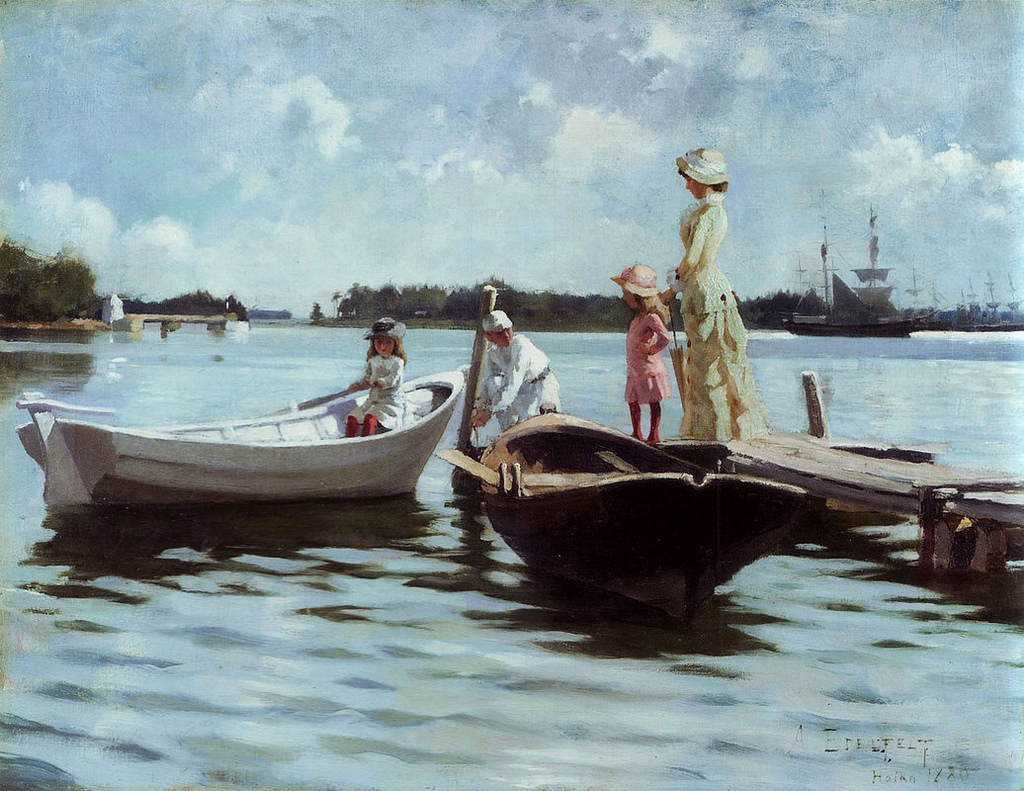
Sommarliv på holmarna (1880)
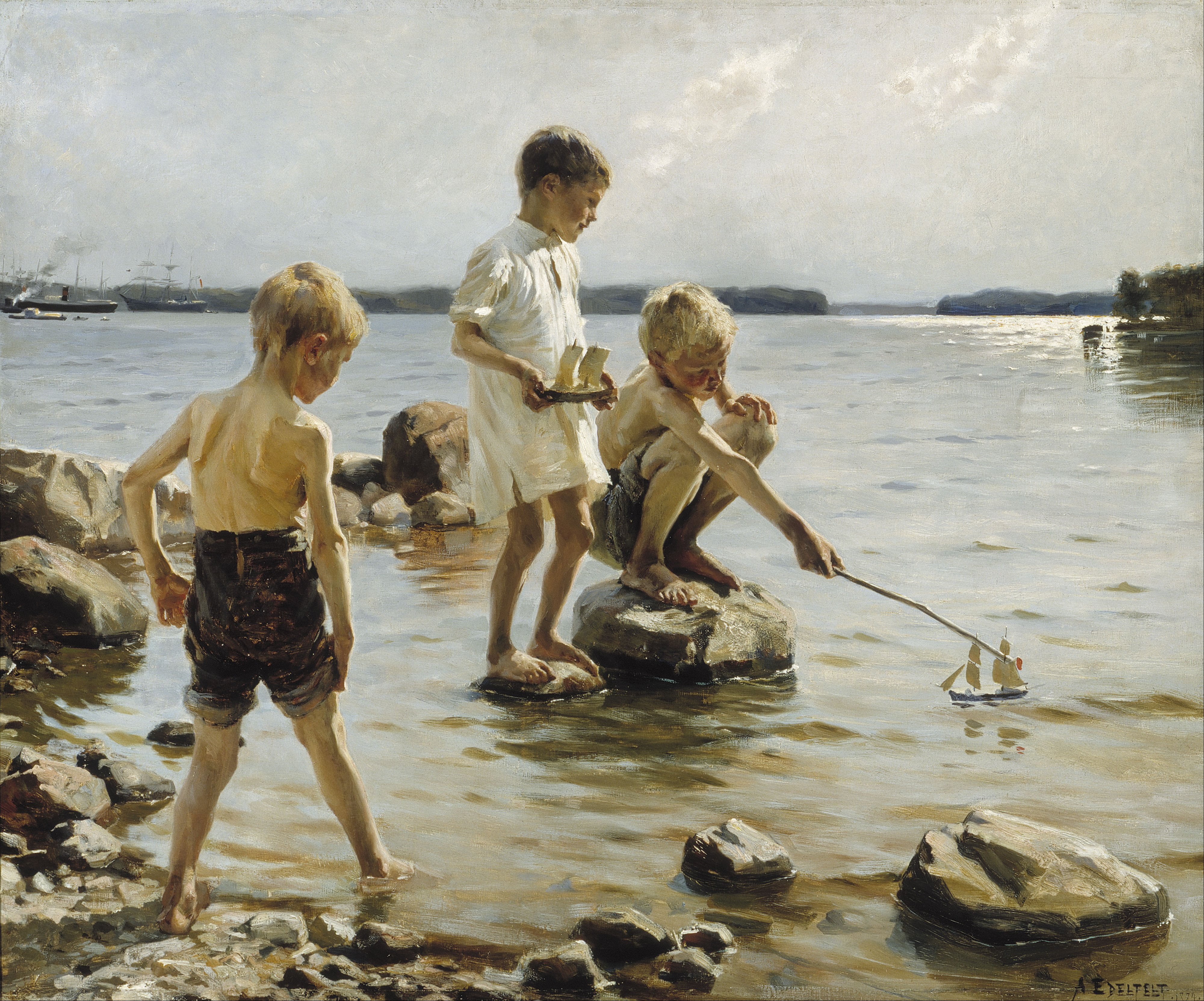
Lekande pojkar på stranden, 1884
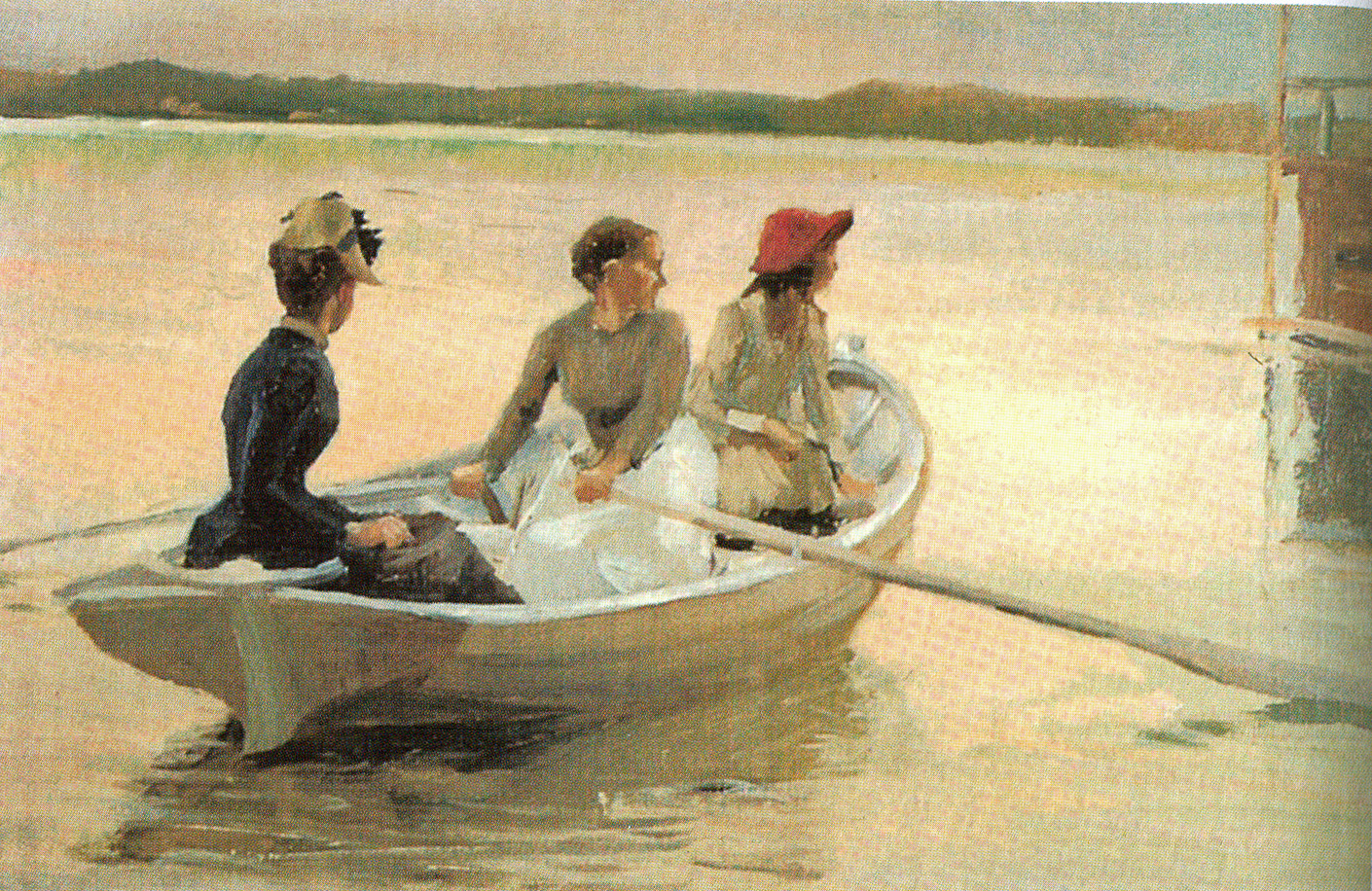
Flickorna i båten, 1881
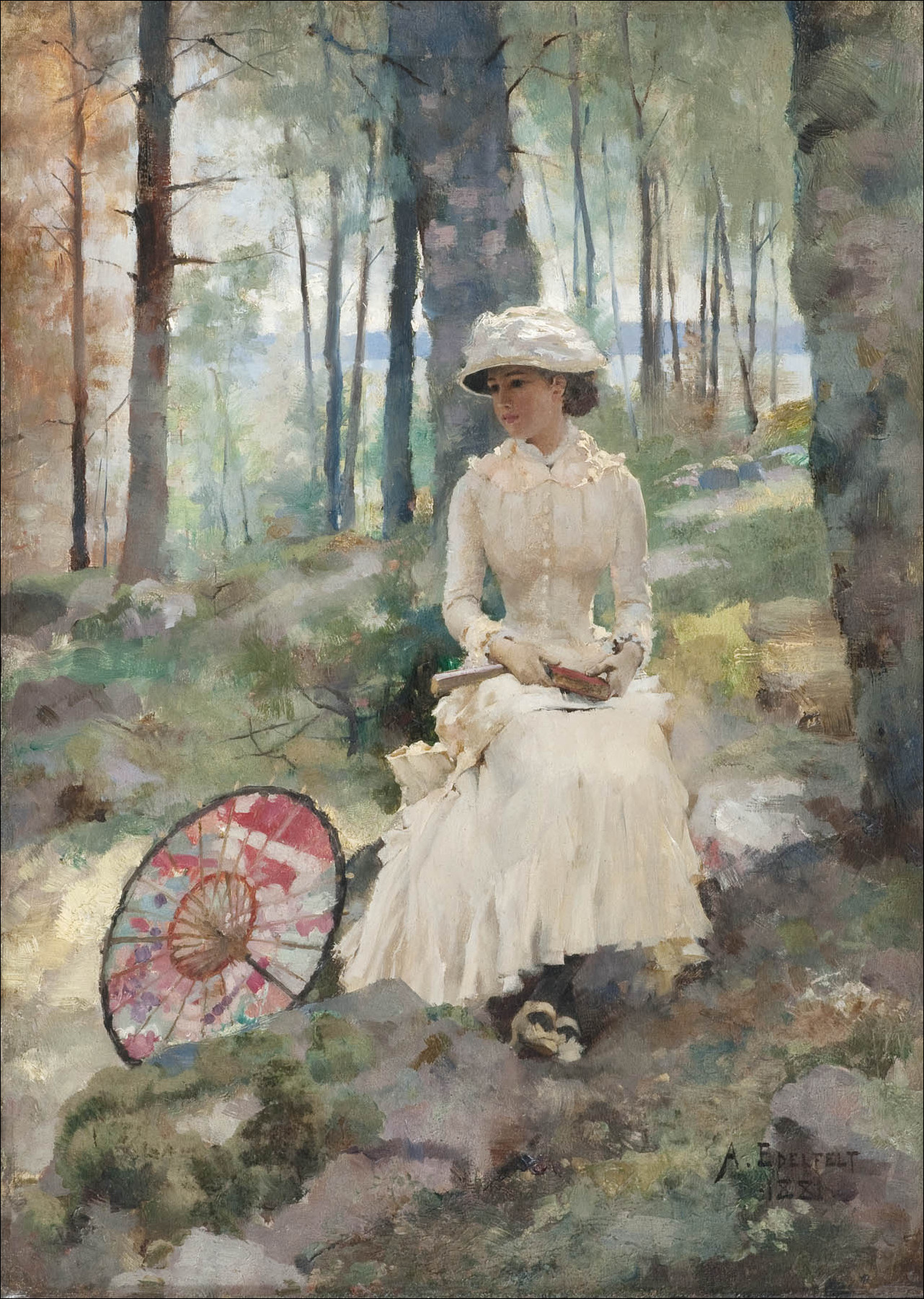
Under björkarna, 1881
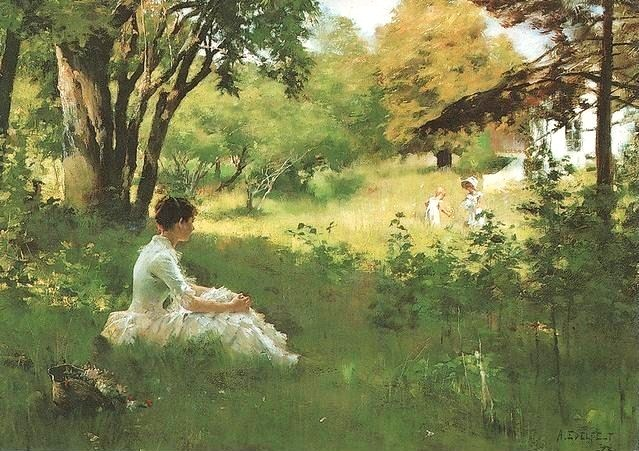
Sommar, 1883
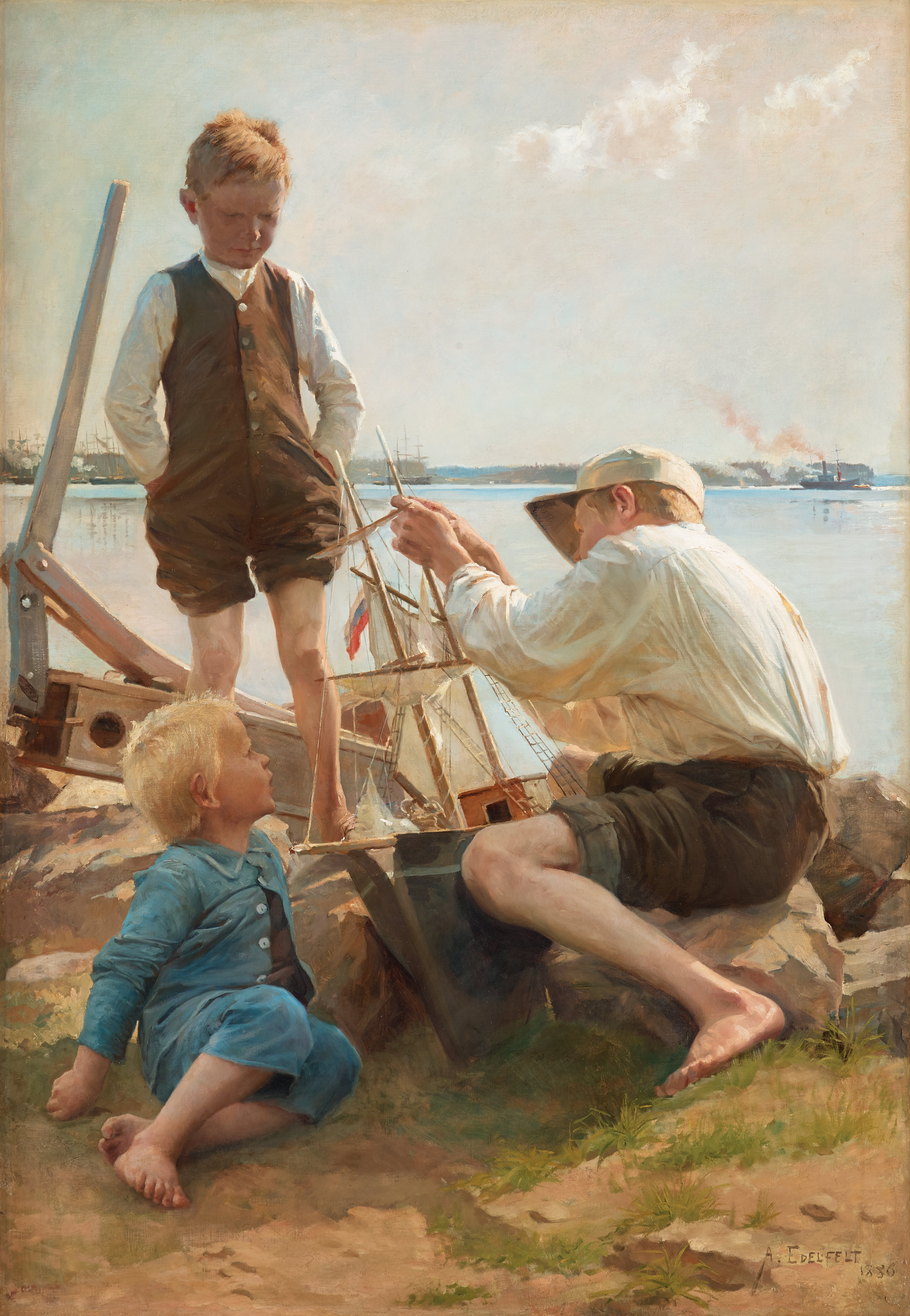
Skeppsbyggare (1886)

### Stadsliv

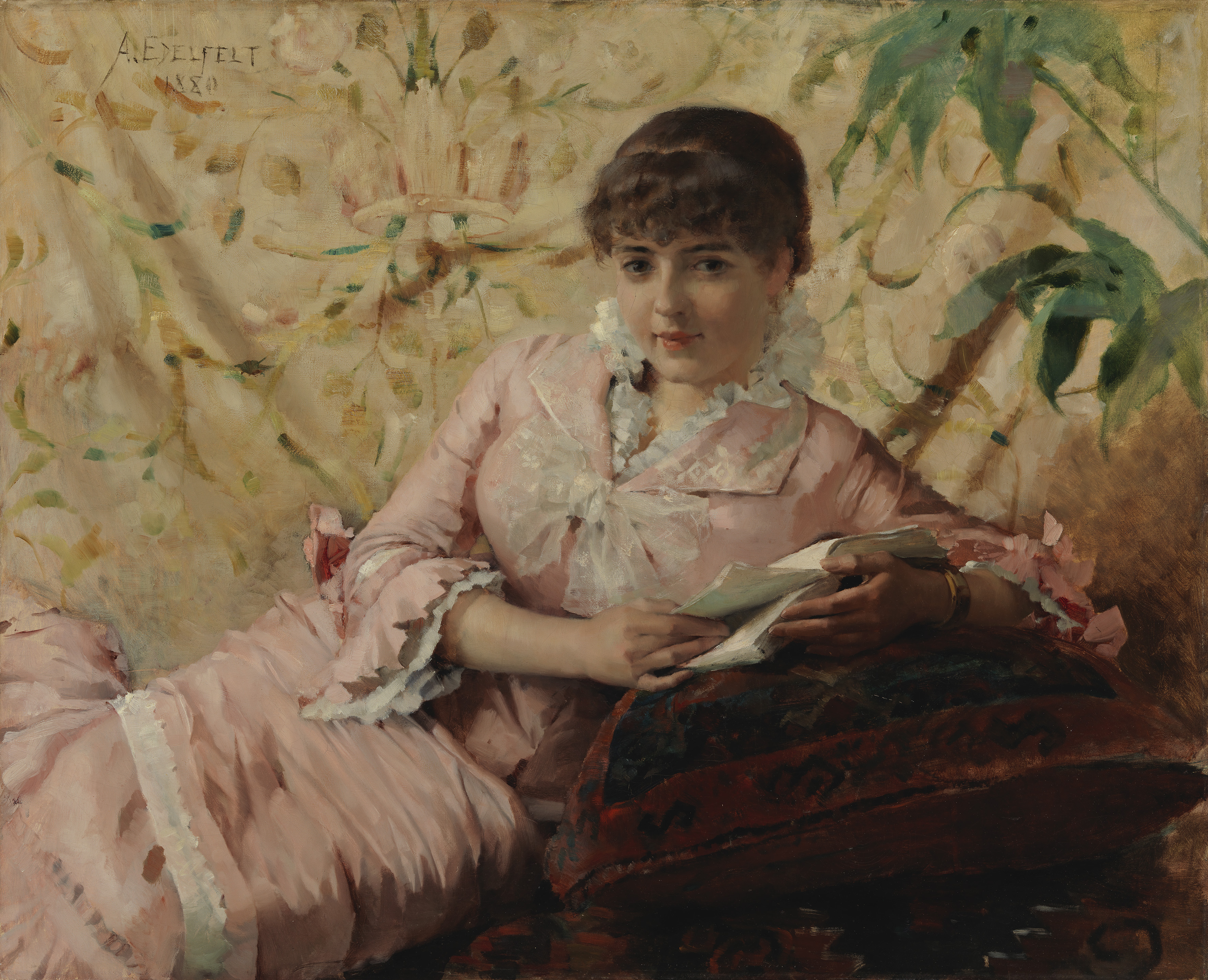
Läsande parisiska, 1880
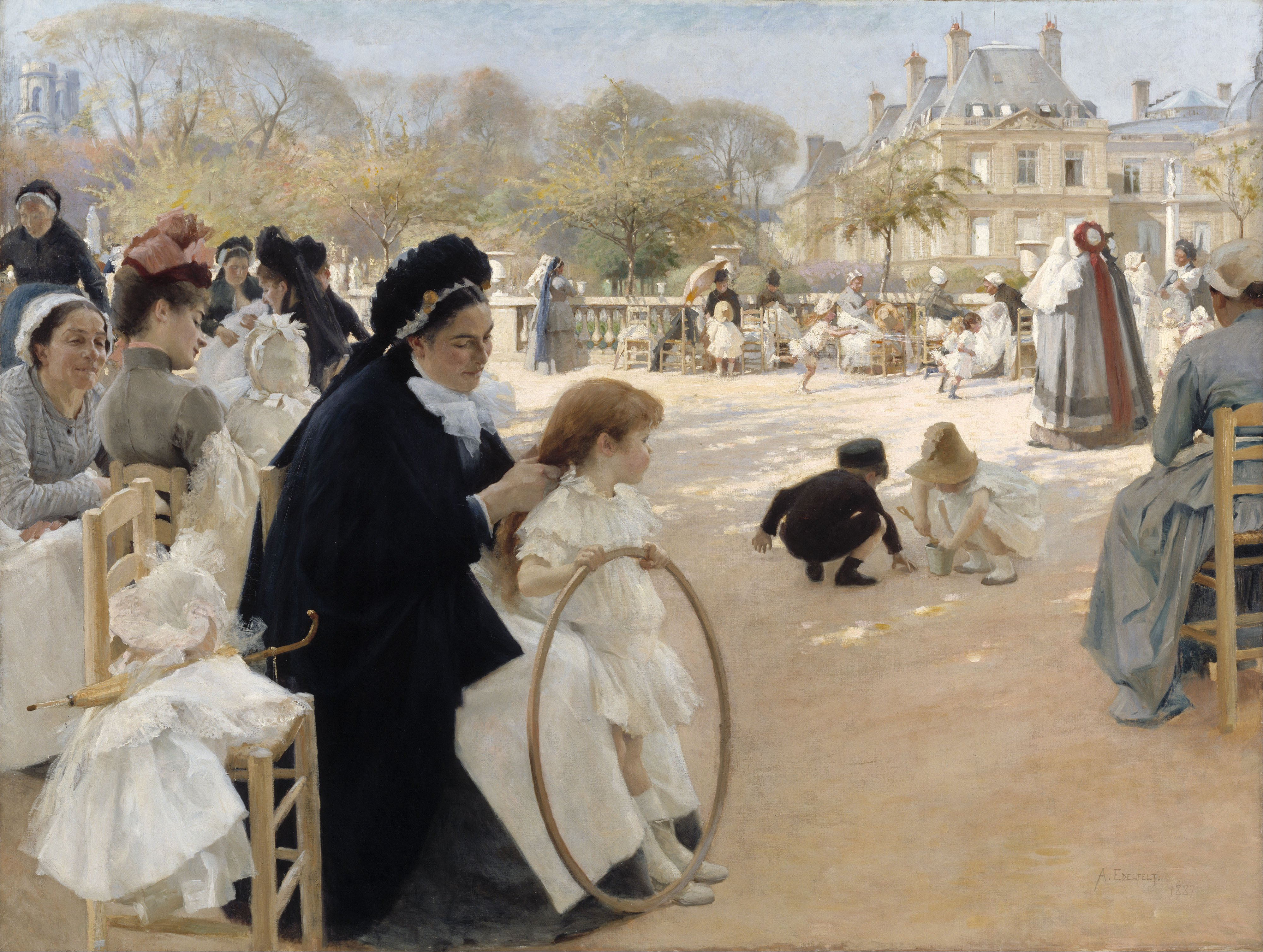
I Luxembourgträdgården, 1887
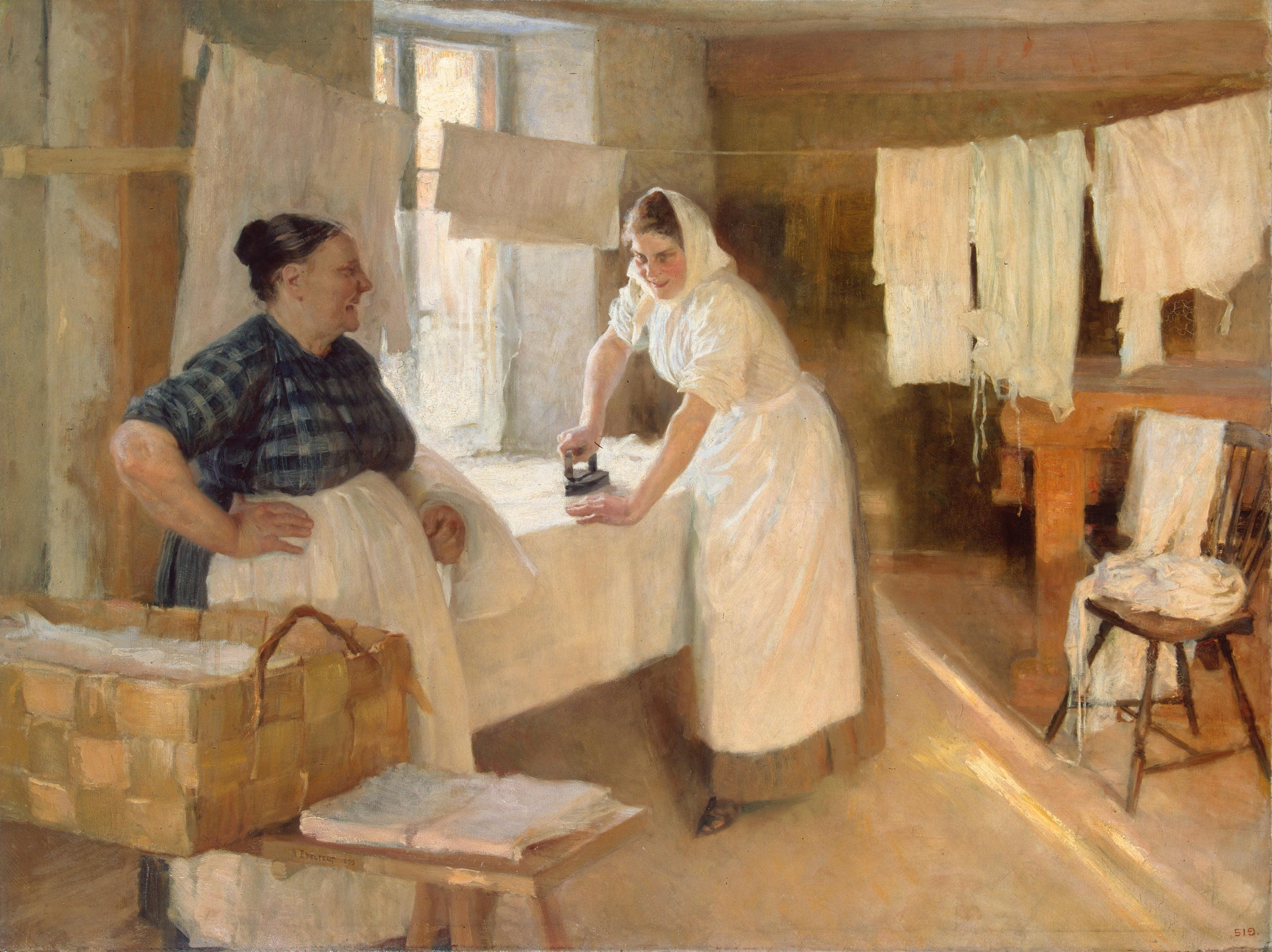
Två kvinnor med tvätt, 1893

### Porträtt

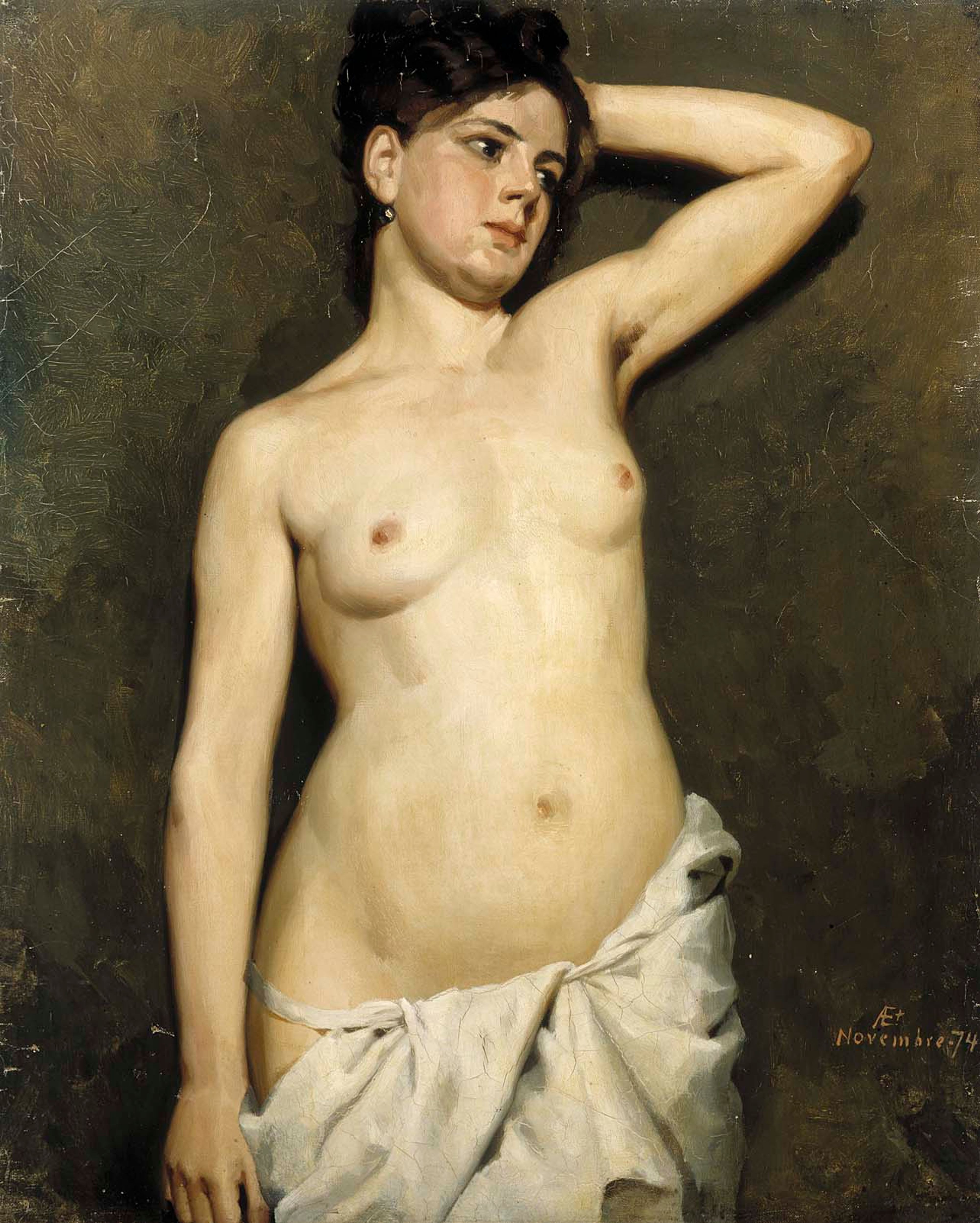
Kvinnlig modellstudie, 1874
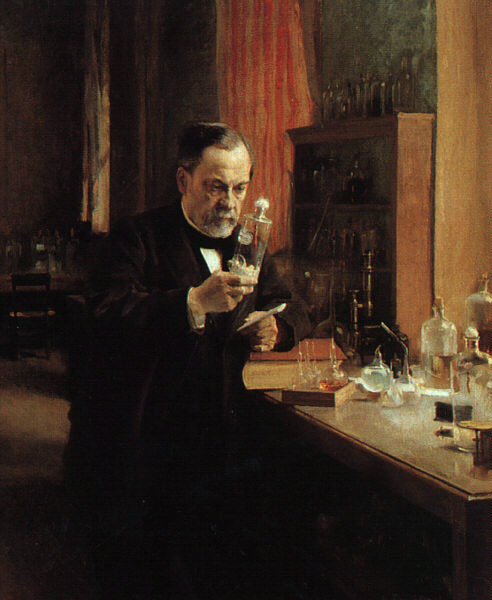
Porträtt av Louis Pasteur, 1885
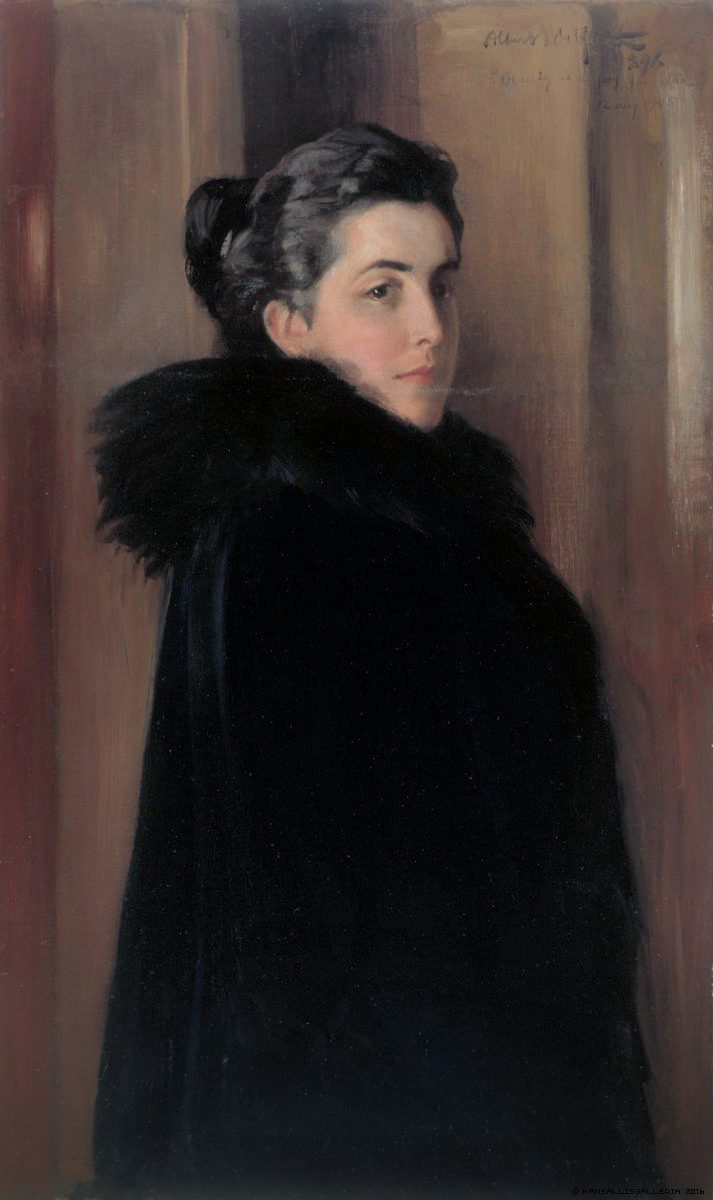
Porträtt av konstnärens hustru, 1869
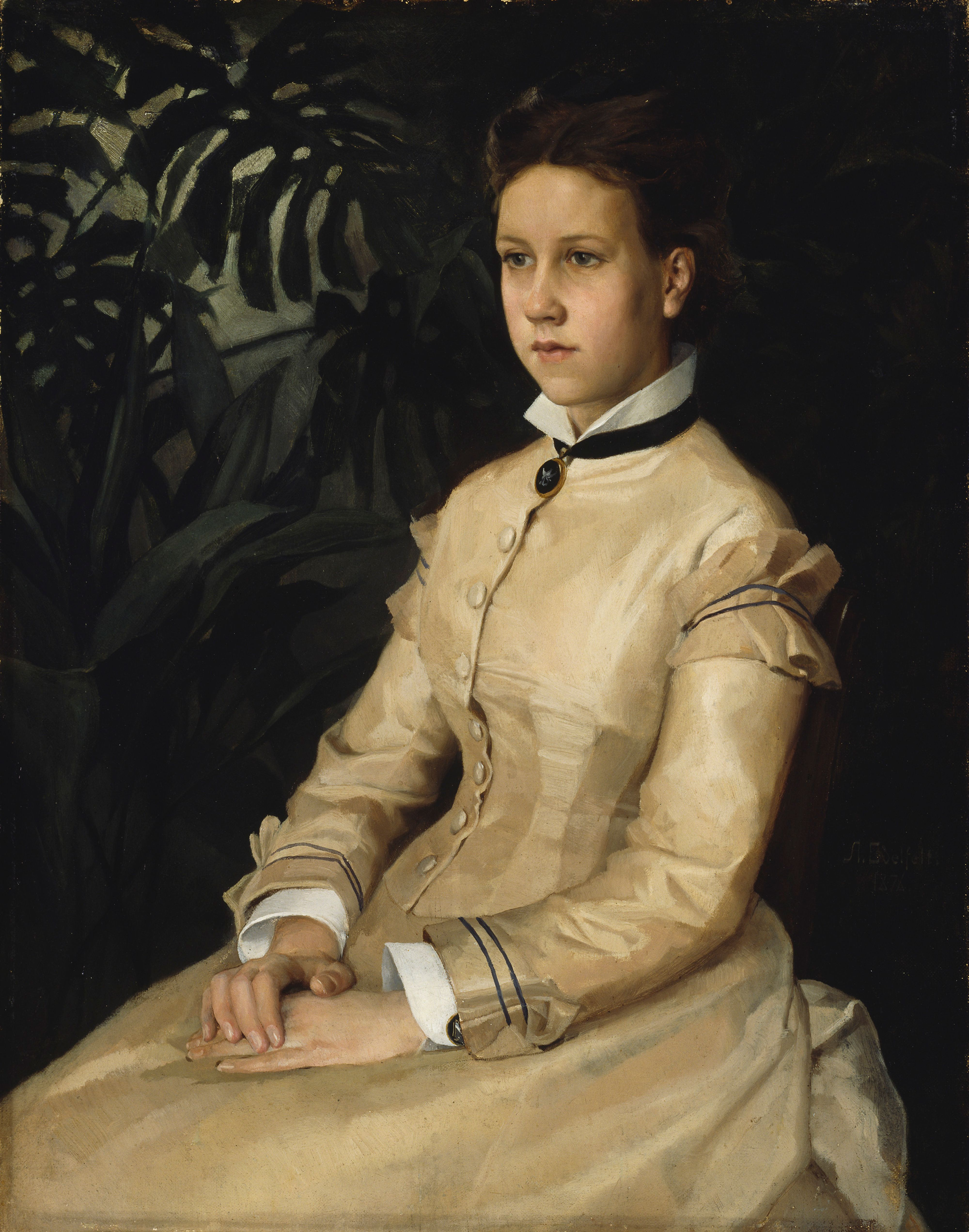
Porträtt av konstnärens syster Ellen Edelfelt, 1876
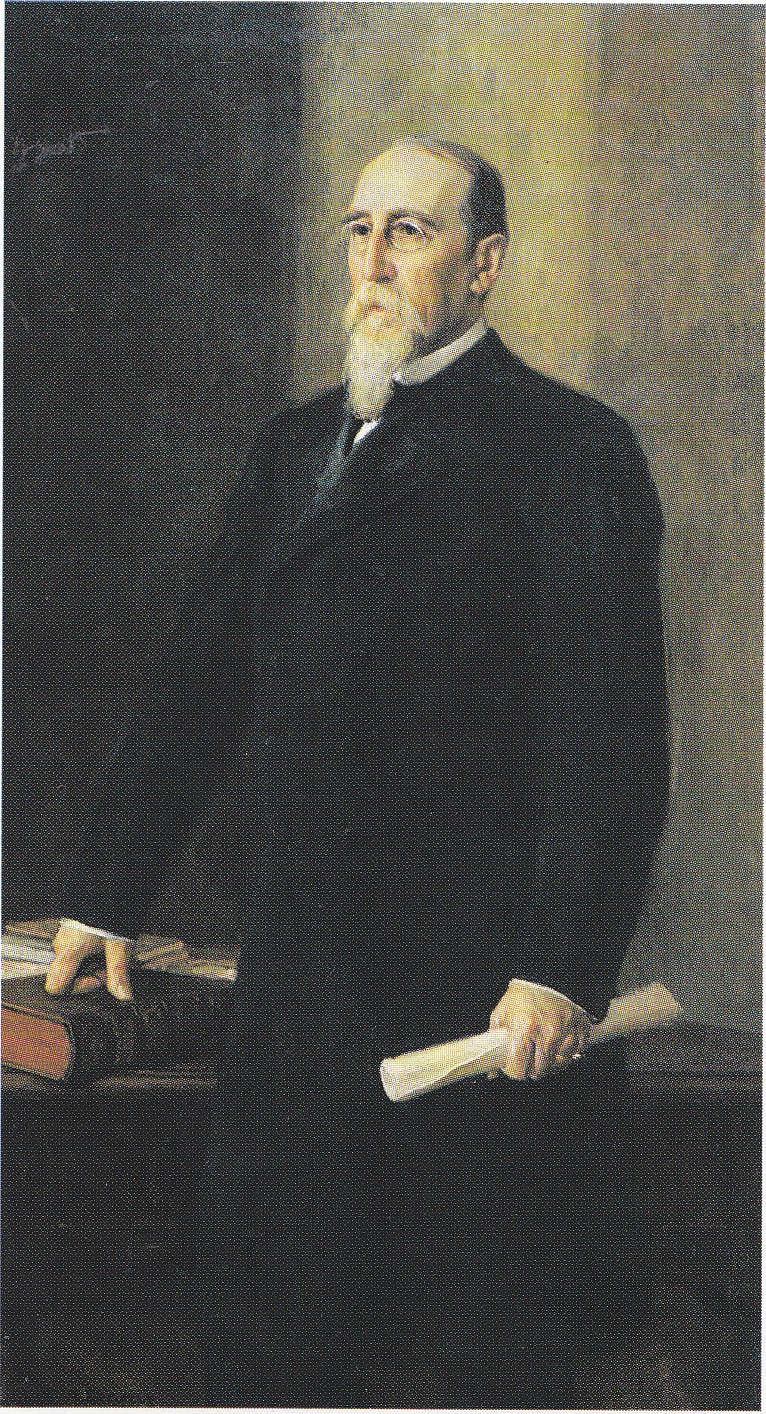
Porträtt av Leo Mechelin, 1901
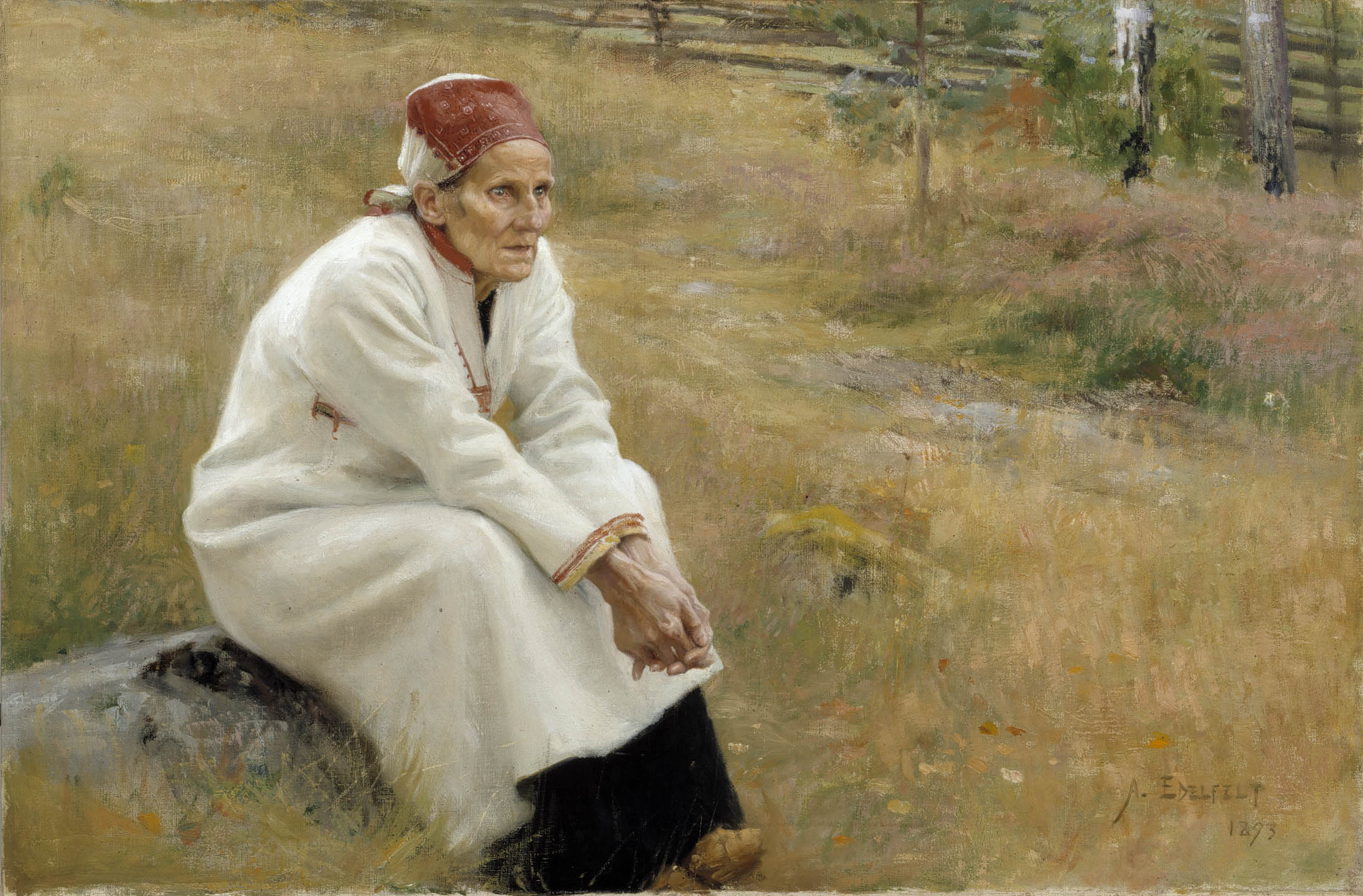
Porträtt av Larin Paraske, 1893
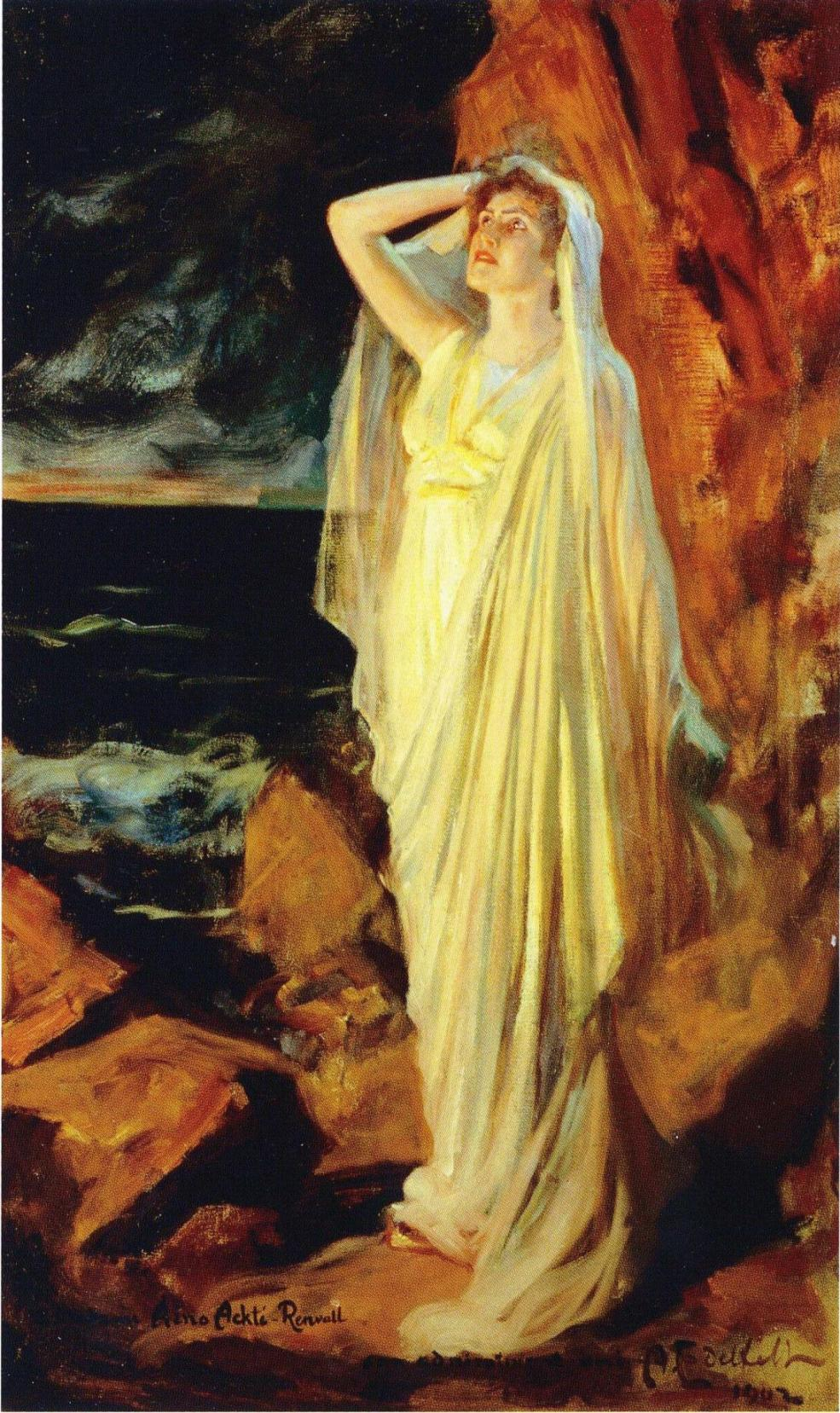
Aino Ackté som Alceste vid floden Styx strand, 1902
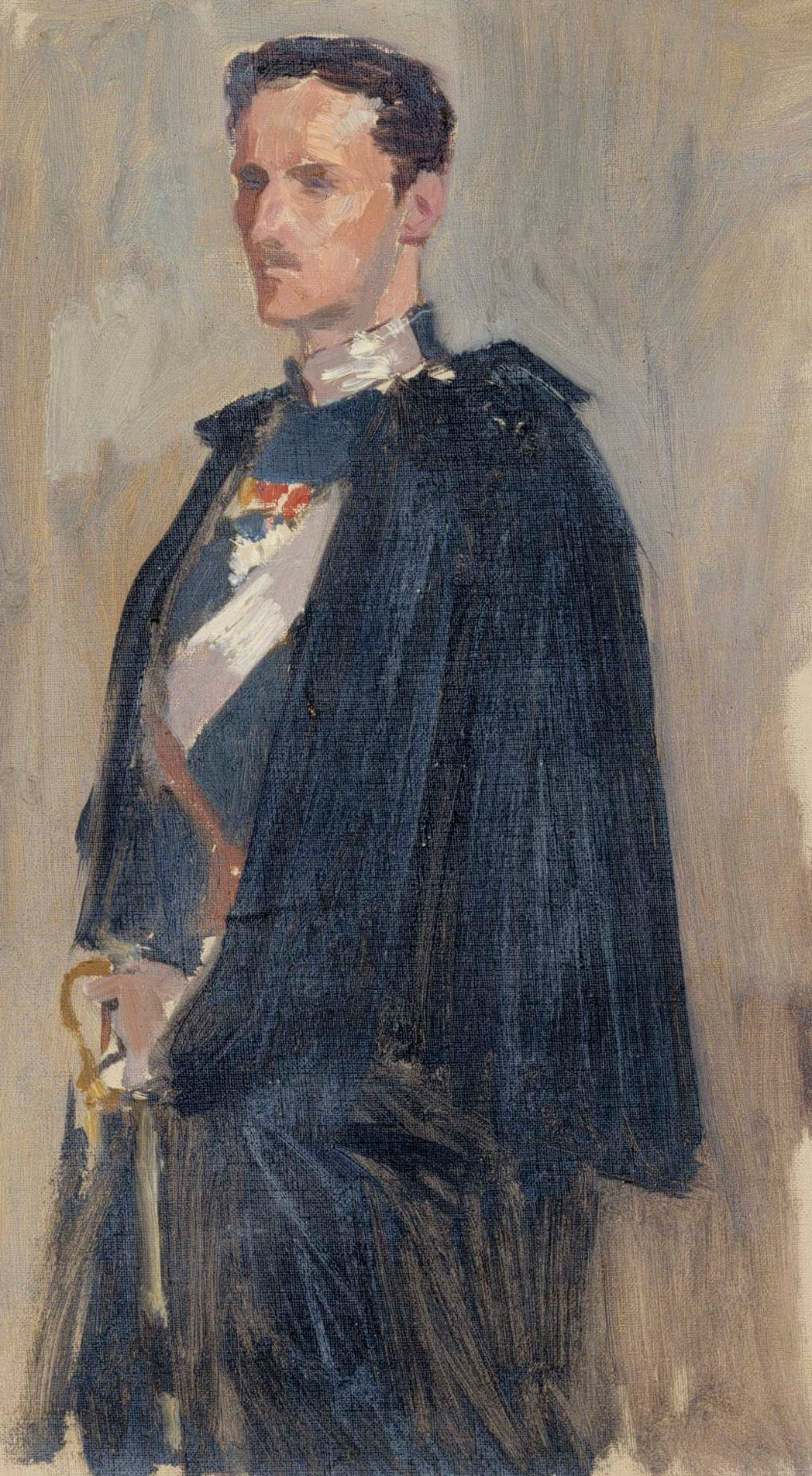
Studie inför porträtt av H. K. H. Prins Carl
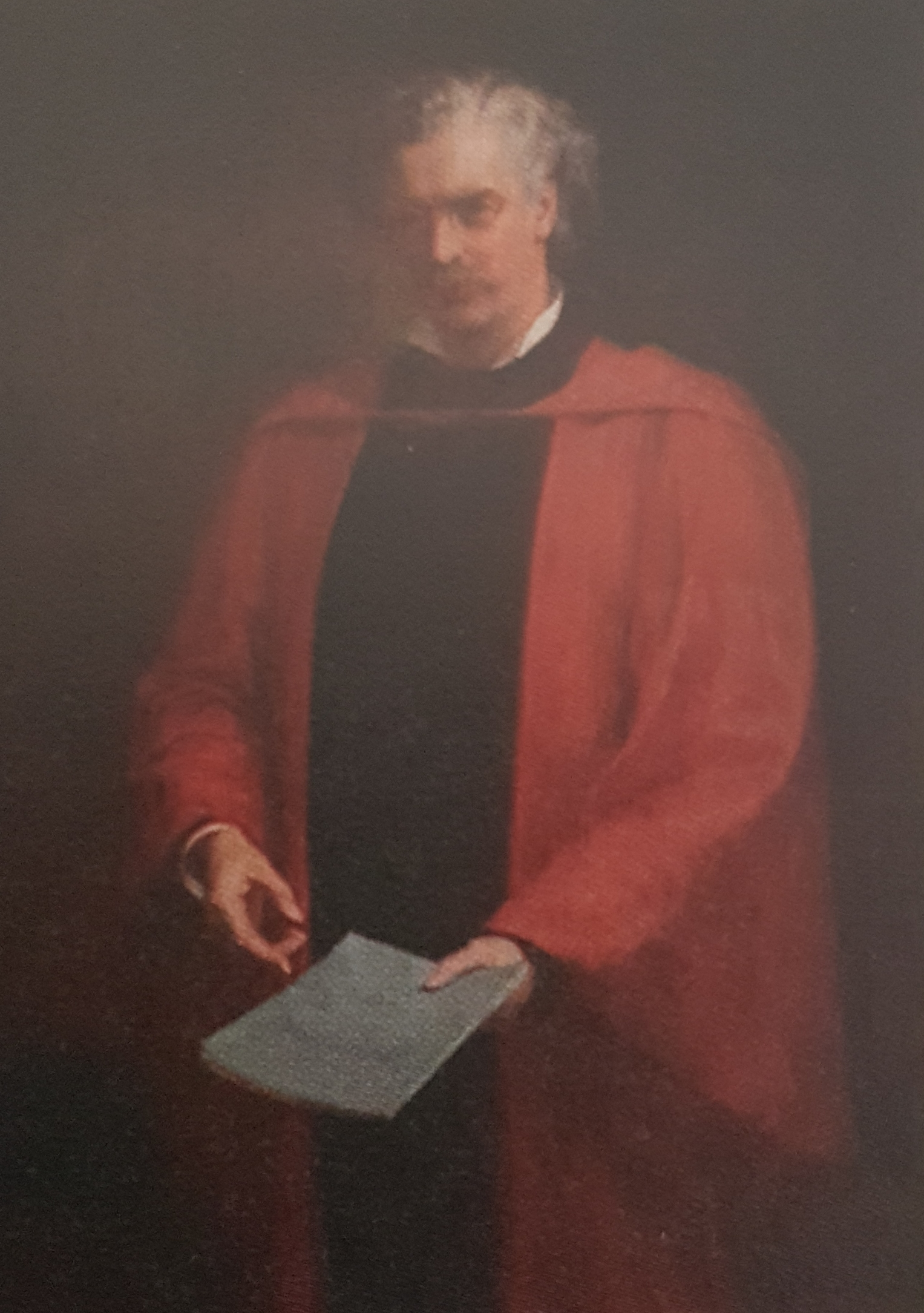
Porträtt av Gösta Mittag-Leffler